# Cinturón de fuego del Pacífico

Cinturón de fuego del Pacífico

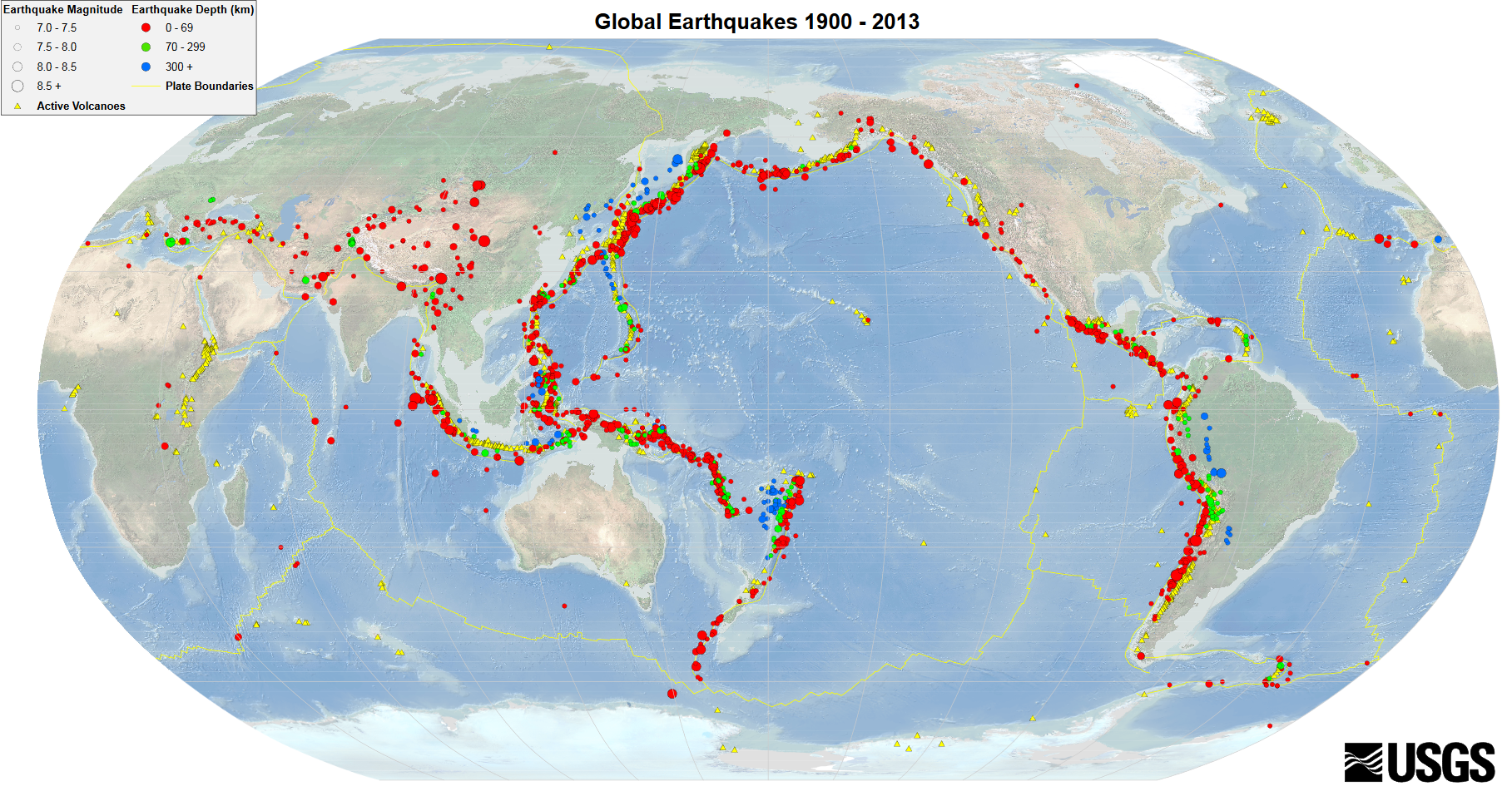
Terremotos Globales (1900-2013)
- Terremotos M7.0+ (Profundidad 0-69km)
- Volcanes activos

El cinturón de fuego del Pacífico o anillo de fuego del Pacífico es una de las zonas de subducción ubicada en las costas del océano Pacífico caracterizada por ser algunas de las regiones sísmicas y volcánicas más importantes y activas del mundo.
Está conformada por la zona montañosa del oeste de Argentina, Chile, Perú, Ecuador, Colombia, Panamá, Costa Rica, Nicaragua, El Salvador, Honduras, Guatemala, México, Estados Unidos, Canadá, luego dobla a la altura de las islas Aleutianas y baja por las costas e islas de Rusia, Japón, Taiwán, Filipinas, Indonesia, Malasia, Timor Oriental, Brunéi, Singapur, Papúa Nueva Guinea, Islas Salomón, Tonga, Samoa, Tuvalu y Nueva Zelanda.
El lecho del océano Pacífico reposa sobre varias placas tectónicas que están en permanente fricción y por ende, acumulan tensión. Cuando esa tensión se libera, origina terremotos en los países del cinturón. Además, la zona concentra actividad volcánica constante. En esta zona las placas de la corteza terrestre se hunden a gran velocidad (varios centímetros por año) y a la vez acumulan enormes tensiones que deben liberarse en forma de sismos.

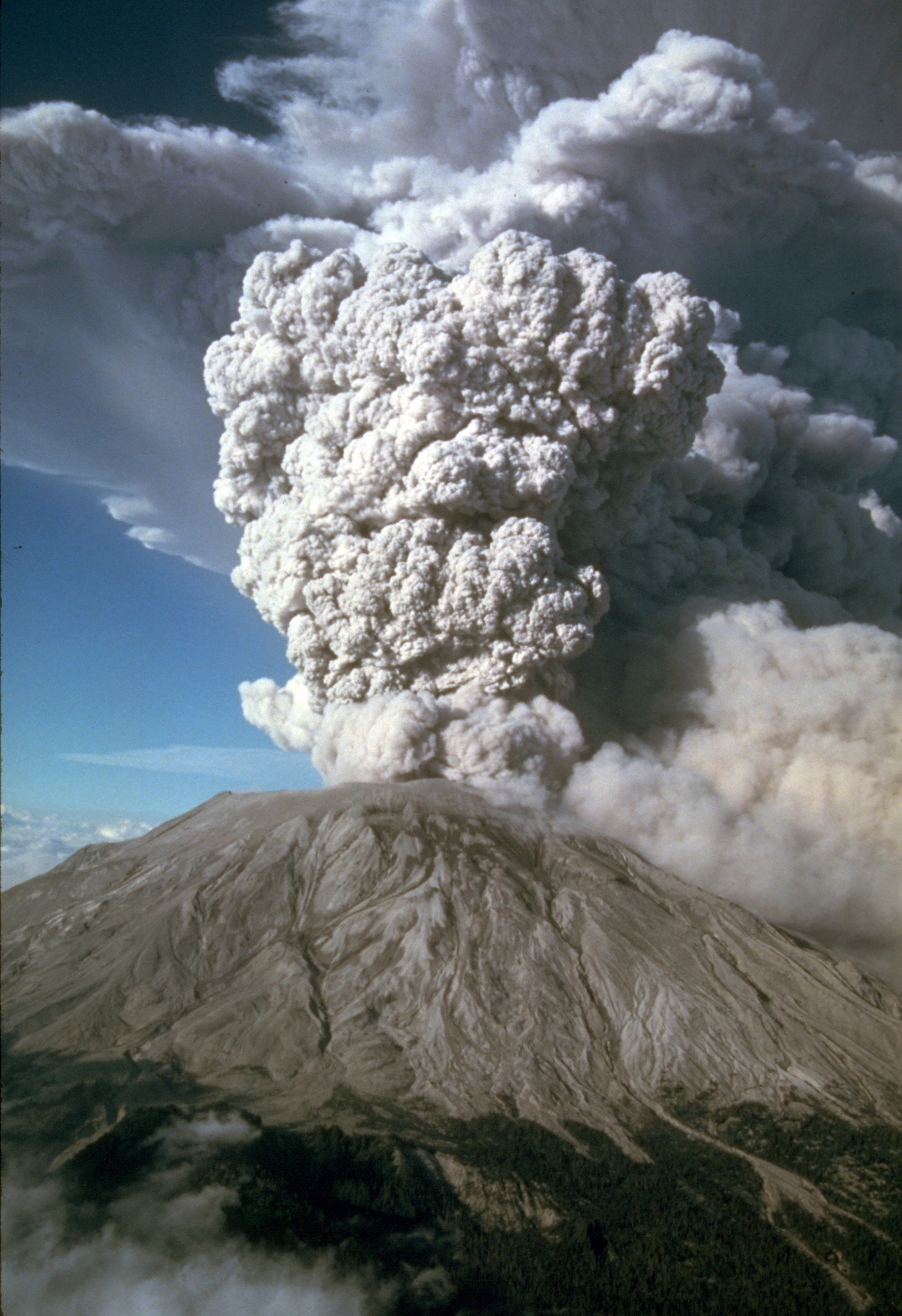
Erupción del Monte Santa Helena en 1980, una de las más violentas registradas

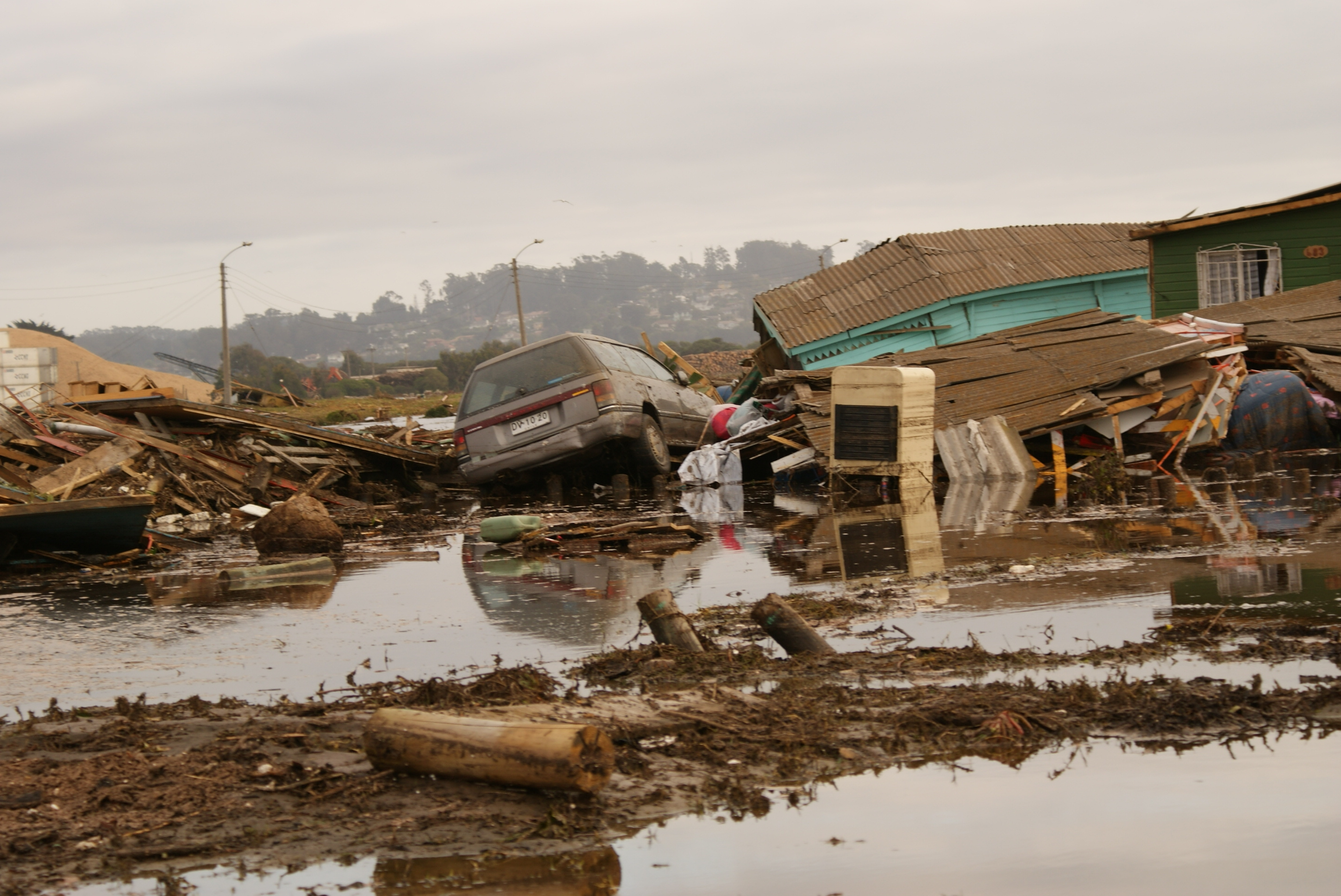
Efectos del maremoto originado tras el terremoto de Chile de 2010

El cinturón de fuego se extiende sobre 40 000 km (25 000  millas) y tiene la forma de una herradura. Incluye 452 volcanes y concentra más del 75 % de los volcanes activos e inactivos del mundo. Alrededor del 90 % de los terremotos del mundo y el 80 % de los terremotos más grandes del mundo se producen a lo largo del cinturón de fuego. La segunda región más sísmica (5-6 % de los terremotos y el 17 % de terremotos más grandes del mundo) es el cinturón alpino, el cual se extiende desde Java a Sumatra a través del Himalaya, el Mediterráneo hasta el Atlántico. El cinturón de la dorsal mesoatlántica es la tercera región más sísmica.
El cinturón de fuego del Pacífico también alberga la mayoría de los supervolcanes del planeta; erupciones históricas de estas magnitudes, que se conocen como erupciones VEI=8, han causado numerosos estragos a escalas globales e incluso extinciones masivas de especies.
El cinturón de fuego es el resultado directo de la tectónica de placas, el movimiento y la colisión de las placas de la corteza terrestre. La sección oriental del cinturón es el resultado de la subducción de la placa de Nazca y la placa de Cocos debajo de la placa Sudamericana que se desplaza hacia el oeste. La placa de Cocos se hunde debajo de la placa del Caribe en Centroamérica. Una porción de la placa del Pacífico, junto con la pequeña placa de Juan de Fuca se hunden debajo de la placa Norteamericana. A lo largo de la porción norte del cinturón, la placa del Pacífico, que se desplaza hacia el noroeste, está siendo subducida debajo del arco de las islas Aleutianas. Más hacia el oeste, la placa del Pacífico está subducida a lo largo de los arcos de la península de Kamchatka en el sur más allá de Japón. La parte sur es más compleja, con una serie de pequeñas placas tectónicas en colisión con la placa del Pacífico, desde las Islas Marianas, Filipinas, Bougainville, Tonga y Nueva Zelanda. Indonesia se encuentra entre el cinturón de fuego a lo largo de las islas adyacentes del noreste, incluyendo Nueva Guinea, y el cinturón Alpide a lo largo del sur y oeste de Sumatra, Java, Bali, Flores y Timor.
Los estudios indican que el cinturón de fuego del Pacífico se formó como consecuencia del movimiento de las placas tectónicas, las cuales se mueven como resultado de procesos internos del planeta.
Con este movimiento las placas tienden a chocar, y a veces ocurre que una se hunde debajo de otra, provocando en los bordes de dichas placas intensa actividad geológica. Por esta razón es comprensible que en los bordes del Pacífico se sitúen numerosos volcanes y se produzcan intensos terremotos.
Por lo general, los volcanes se forman en los límites de las placas tectónicas, aunque existen los llamados puntos calientes, donde no hay contacto entre placas, como es el caso de las islas Hawái. El cinturón de fuego del Pacífico concentra un 75 % de los volcanes activos del mundo, y en él se produce hasta el 90 % de los terremotos.

## Bolivia
El Nevado Sajama (del aimara: chak xaña ‘oeste’) es un estratovolcán de Bolivia, ubicado en el parque nacional Sajama al oeste del país, en el departamento de Oruro. No se sabe con certeza la fecha de su última erupción. Sin embargo, se considera un volcán extinto.
El volcán Licancabur, también denominado volcán Licancábur, (en idioma atacameño o kunza, lickan: 'pueblo', 'país'; ckabur, 'montaña'; es decir: 'montaña del pueblo', o 'montaña del país'), es un estratovolcán situado en la frontera entre Bolivia y Chile, junto a la laguna Verde. Su última erupción tuvo lugar en el periodo del Holoceno.
El Acotango es un estratovolcán ubicado en la frontera de Bolivia y Chile; entre el departamento de Oruro y la región de Arica y Parinacota. Su zona de influencia directa está protegida por el parque nacional Lauca (por el lado chileno) y por el parque nacional Sajama (por el lado boliviano).
El volcán Ollagüe es un volcán activo situado en la frontera de Bolivia y Chile; entre la región de Antofagasta y el departamento de Potosí, en la cordillera de los Andes con una altura de 5870 m.

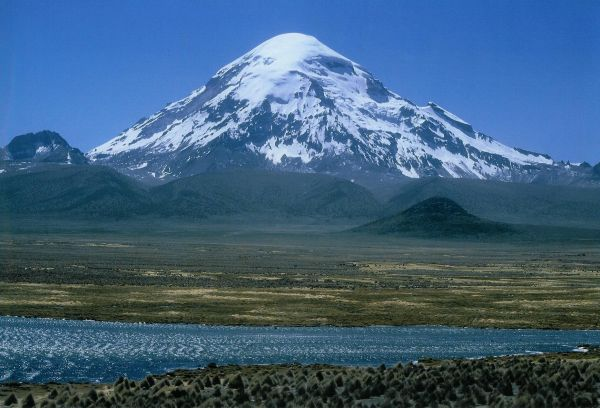
Sajama (6542 m) el pico más alto en Bolivia (estrato volcán considerado extinto)
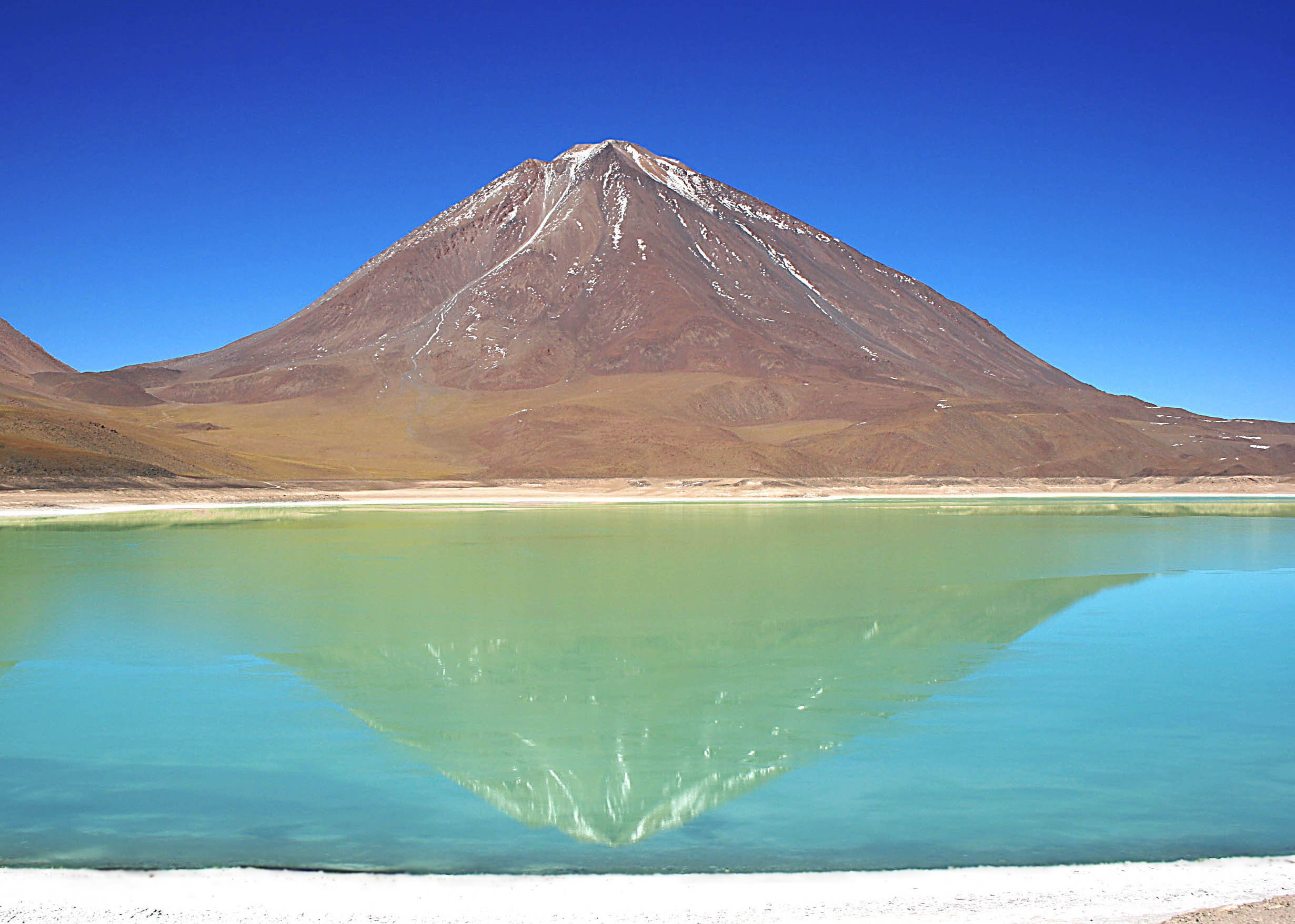
Licancabur
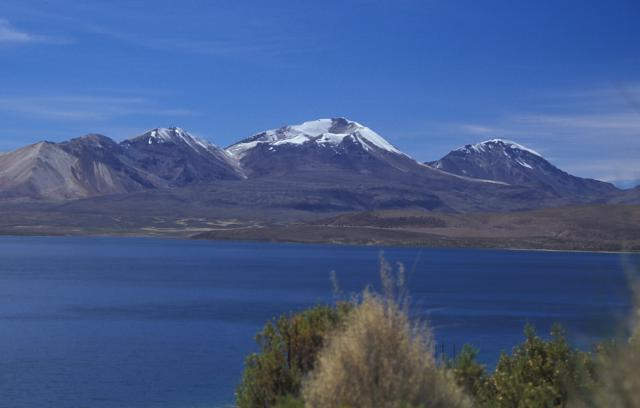
Acotango volcán visto desde Chile
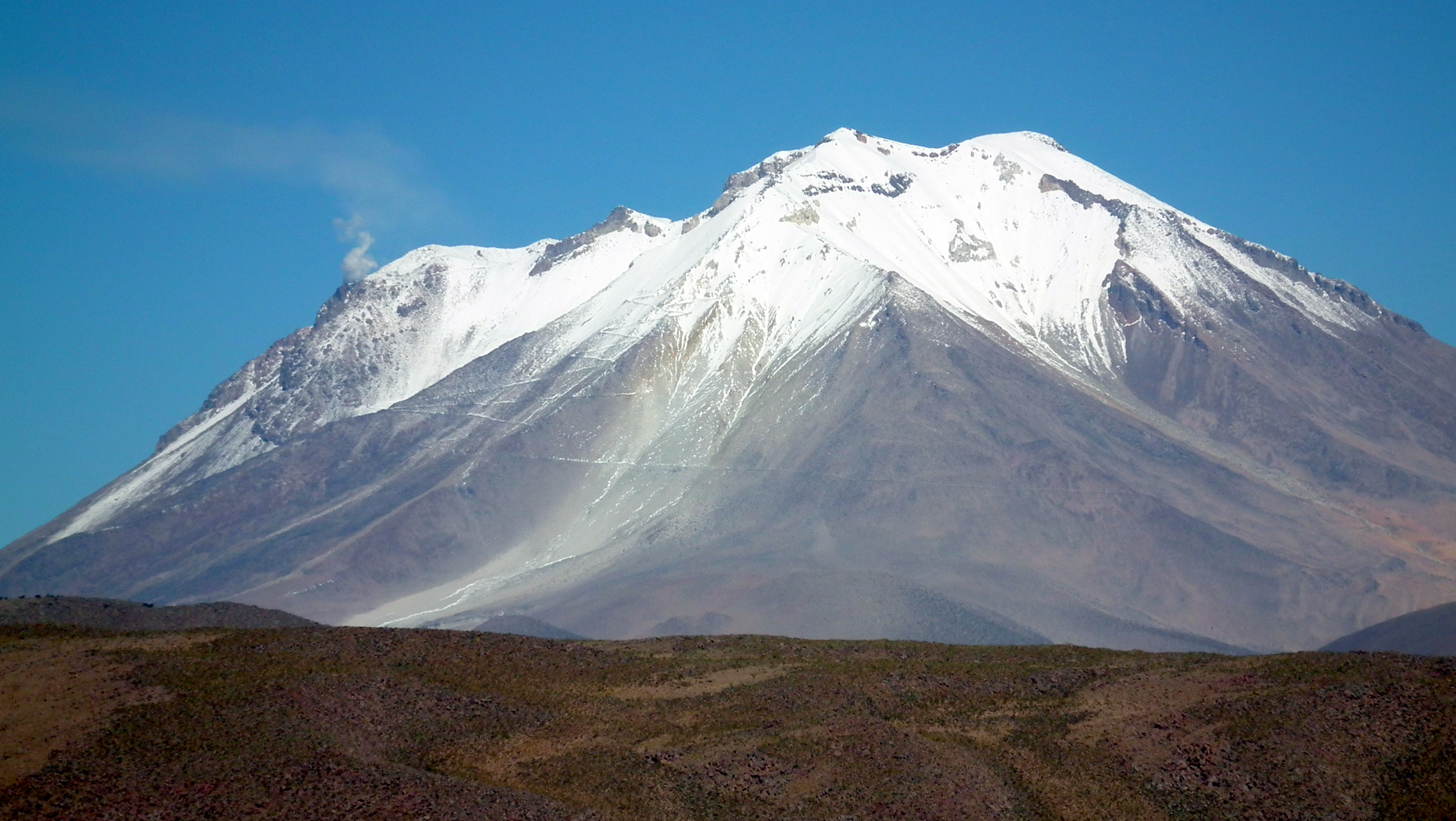
Volcán Ollagüe
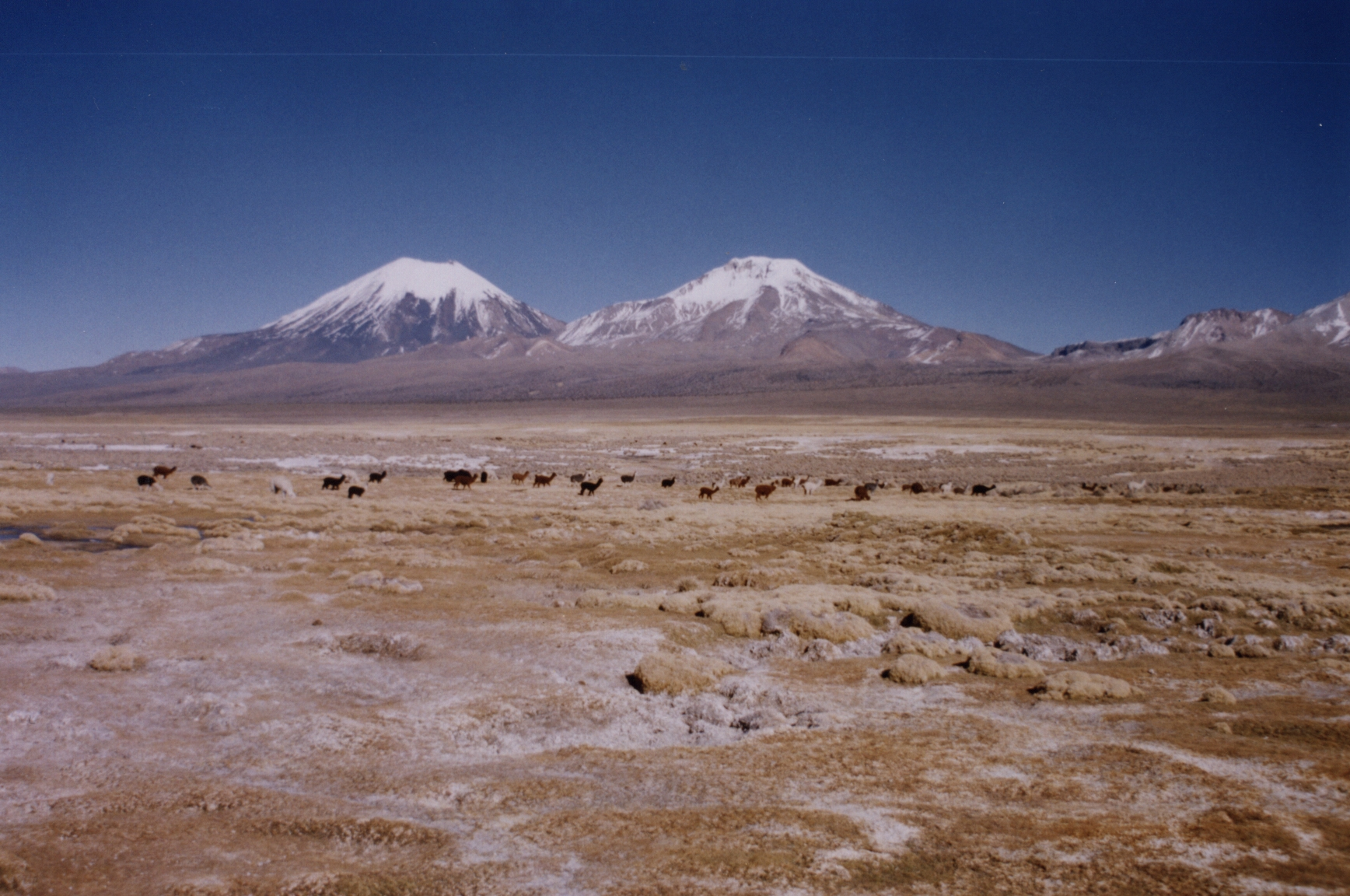
Parque Nacional Sajama

## Chile
Los volcanes en Chile son supervisados por el Servicio Nacional de Geología y Minería de Chile (SERNAGEOMIN). Entre las tareas de este organismo están, desde 1974, publicar la revista científica Andean Geology —llamada Revista Geológica de Chile hasta 2009—, y visualizar el Sistema de Información de Geología de Exploración (SIGEX) —que reúne información sistematizada de los proyectos de exploración en Chile y los antecedentes técnicos y administrativos, entre otros—. La información fue obtenida de sitios web y otras fuentes públicas. De este modo, SERNAGEOMIN contribuye a consolidar el conocimiento geológico-minero del país (Art. 21 del Código de Minería de 1988).
Chile es uno de los países más volcánicos y sísmicos del mundo.

### Sismicidad
Los sismos con epicentro en territorio chileno, argentino, boliviano y peruano (estos tres últimos si el epicentro se localizó cerca de la frontera) son medidos por el Centro Sismológico Nacional.
Chile tiene el récord de tener el terremoto más grande jamás registrado en el planeta desde la existencia del sismógrafo, su magnitud alcanzó los 9.5etrosMw y es erróneamente conocido como terremoto de Valdivia de 1960, su epicentro se encuentra en la Provincia de Malleco y dejó 1655 fallecidos. El terremoto del Maule de 2010 alcanzó los 8.8 Mw fue el quinto terremoto más fuerte registrado hasta el 11 de marzo de 2011, cuando fue desplazado al sexto lugar tras el terremoto de Japón del 2011. En Chile se acostumbra llamar terremotos a los sismos que causan muertes y daños a las viviendas, lo cual ocurre generalmente a partir de la magnitud 7.
Chile ha tenido varios terremotos fuertes en el siglo XXI:
- Terremoto de la región de Tarapacá de 2005: 7.8 Mw.
- Terremoto de la región de Antofagasta de 2007: 7.7 Mw.
- Terremoto de la región del Maule de 2010: 8.8 Mw.
  - Terremoto de la región del Maule de 2010 (réplica): 7.4 Mw.
  - Terremoto de la región del Libertador General Bernardo O'Higgins de 2010 (réplica): 7.0 Mw.
  - Terremoto de la región de la Araucanía de 2011 (réplica): 7.2 Mw.
  - Terremoto de la región del Maule de 2011 (réplica): 7.0 Mw.
  - Terremoto de la región del Maule de 2012 (réplica): 7.0 Mw.
- Terremoto de la región de Tarapacá de 2014: 8.2 Mw.
  - Terremoto de la región de Tarapacá de 2014 (réplica): 7.5 Mw.
  - Terremoto de la región de Tarapacá de 2014 (réplica): 7.0 Mw.
  - Terremoto de la región de Tarapacá de 2014 (réplica): 7.7 Mw.
- Terremoto cerca de la isla de Pascua de 2014: 7.0 Mw.
- Terremoto de la región de Coquimbo de 2015: 8.4 Mw.
  - Terremoto de Coquimbo de 2015 (réplica): 7.0 Mw.
- Terremoto de la región de Los Lagos de 2016: 7.6 Mw.
- Terremoto de la región de Valparaíso de 2017: 6.9 Mw.

### Vulcanismo
Los volcanes chilenos y algunos argentinos son monitoreados por el Servicio Nacional de Geología y Minería de Chile.
En Chile hay más de 2001 volcanes, de los cuales unos 500 han sido clasificados por el SERNAGEOMÍN como potencialmente activos. De estos, más de 60 poseen un historial de actividad y proceso eruptivo. Rara vez las erupciones en Chile han dejado víctimas. La erupción del volcán Calbuco del 2015 se produjo inesperadamente. En el siglo XXI, el país ha sido afectado por tres grandes erupciones, en 2008, 2011 y 2015 pero ha tenido varias erupciones que han afectado a Chile y a Perú. El Villarrica es el volcán más activo de Sudamérica, el Volcán Quizapú produjo una las erupciones más grandes la historia de Chile en 1932 y también una de las erupciones más grandes del siglo XX a nivel mundial, llegando a ÍEV 6.
Las erupciones del siglo XXI son las siguientes:
- 2000: Actividad del Volcán Villarrica
- 2007: Actividad del Volcán Láscar
- 2008: Erupción del Volcán Chaitén (5) (IEV 4), Erupción del Volcán Llaima
- 2009: Erupción del Volcán Llaima, Volcán Chaitén
- 2010: Erupción en el Volcán Planchón, Actividad del Volcán Llaima tras terremoto de 8.8 Mw
- 2011: Erupción del Volcán Puyehue-Cordón Caulle (1) (IEV 5), erupción del Volcán Hudson, es considerada la erupción más potente del siglo XXI a nivel mundial, hasta el momento.
- 2012: Actividad del Volcán Llaima, erupción del Volcán Copahue (1).
- 2013: Erupción del Volcán Copahue
- 2014: Actividad del Volcán Copahue
- 2015: Erupción del Volcán Villarrica (1) (IEV 2), erupción del Volcán Calbuco (2) (IEV 4)
- 2016: Actividad y pulsos eruptivos en el complejo volcánico Nevados de Chillán (IEV 1), actividad en el Volcán Villarrica.
- 2017: Actividad y pulsos eruptivos en el complejo volcánico Nevados de Chillán, con probable colapso de su domo volcánico y una posible erupción que podría llegar a una erupción vulcaniana (ÍEV 3)

## Colombia
Galeras es un volcán del sur de Colombia, situado a 9 km de la ciudad de San Juan de Pasto, capital del departamento de Nariño. Es uno de los volcanes de mayor actividad en Colombia y el que cuenta con mayores reportes históricos, con reportes de erupciones importantes desde el siglo XVI. Es unos los volcanes más activos y registra mayor número de erupciones.
El volcán Nevado del Huila es el punto más alto de la cordillera central de los Andes en Colombia con 5365 m s. n. m.; siendo la segunda montaña más alta del país, después de los picos gemelos Cristóbal Colón y Simón Bolívar, con 5775 m s. n. m., ubicados en la Sierra Nevada de Santa Marta. Está localizado en la Cordillera Central en el territorio de los departamentos de Huila, Tolima y Cauca. En la actualidad posee el casquete glaciar más grande sobre un volcán en Colombia con más de 13 km², superando incluso al Nevado del Ruiz, que cuenta con 8. En marzo de 2007 se encontraba en un nivel alto de actividad con posibilidad de erupción, sus fumarolas laterales presentan derretimiento paulatino del glacial, la cual se hizo efectiva en la noche del 17 de abril y madrugada del 18 de abril, formando una avalancha de piedras, lodo, vegetación y algunos vacunos. En la madrugada del 18 de abril de 2007 se producen dos erupciones que generan avalanchas de lodo en sus dos vertientes.
Las localidades más afectadas son Belalcázar, ubicada en el municipio de Páez, siendo esta su cabecera municipal enIaza ambas en el Departamento del Cauca; Paicol, La Plata, Tesalia, Nataga, Yaguará en el Departamento del Huila; también pueden ser afectadas por una eventual erupción además de Cauca y Huila, los Departamentos de Tolima y Valle del Cauca. El volcán Nevado del Huila es un Nevado ubicado entre los departamentos de Cauca, Huila y Tolima; siendo además parque nacional natural Nevado del Huila. El 20 de noviembre de 2008 se genera una erupción explosiva acompañada de un flujo de lodo abundante generado por el deshielo del casquete glacial que alcanza hasta 30 m de altura. Durante esa erupción se formó un cráter de 400 metros de diámetro con un domo de lava emplazado en su interior. Desde entonces se realiza un constante seguimiento a una posible nueva erupción o desprendimientos del material glacial afectado que pueden producir nuevos lahares de lodo. Los planes de evacuación funcionaron a tiempo durante la erupción de noviembre de 2008;[cita requerida] no obstante, fallecieron algunas personas.
En octubre de 2009 el complejo volcánico registró una emisión de cenizas continua que cayeron sobre 17 ciudades, entre ellas, Cali, Santander de Quilichao, Paicol.

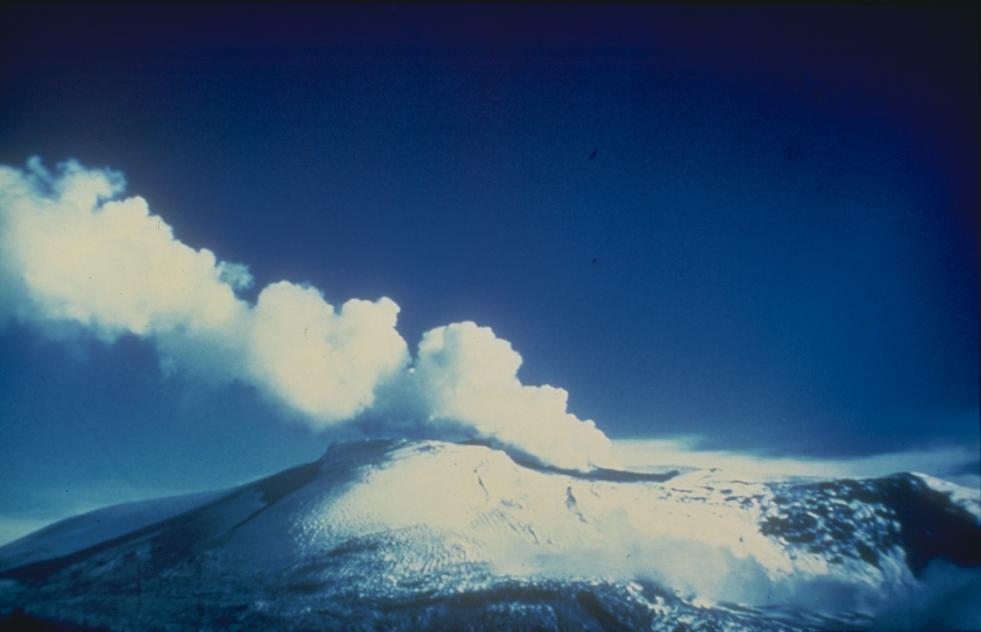
El Nevado del Ruiz en septiembre de 1985, antes de la erupción

El Nevado del Ruiz, también conocido como Mesa de Herveo, y en la época precolombina como Cumanday, Tabuchía y Tama, es el más septentrional de los volcanes del cinturón volcánico de los Andes, ubicado en el límite entre los departamentos de Caldas y Tolima, en Colombia. Es un estratovolcán compuesto por muchas capas de lava que se alternan con ceniza volcánica endurecida y otros piroclastos. Ha estado activo durante cerca de dos millones de años, desde el Pleistoceno temprano o el Plioceno tardío, con tres periodos eruptivos importantes. La formación del cono volcánico formado durante el curso del período eruptivo actual comenzó hace 150 mil años.

## Ecuador

### Terremoto
En estos últimos tiempos, en 1979 hubo un fuerte sismo en Ecuador. El más reciente es el terremoto de Ecuador de 2016, el cual ha tenido una magnitud de 7.8 Mw el día 16 de abril exactamente a las 18:58, siendo uno de los más fuertes que ha sufrido esta nación afectando varias ciudades del noroeste del país y causando la muerte de más de 900 personas, más de 10 000 heridos y varios desaparecidos. El día 18 de mayo dos réplicas golpearon al país. Una a las 2:57 de la madrugada y otra a las 11:42 del mediodía.

### Vulcanismo
Esta es una lista de volcanes activos y extintos de Ecuador. Los volcanes activos de Ecuador continental pertenecen a la Zona Volcánica Norte (ZVN) de los Andes la cual es parte del Cinturón Volcánico de los Andes. La Escuela Politécnica Nacional, también conocida como EPN, es una universidad pública, ubicada en Quito, Ecuador. El Instituto Geofísico monitorea en los países volcanes en las montañas de los Andes de Ecuador y en las islas Galápagos. El Instituto Geofísico, EPN monitorea en los países Volcán actividad en las montañas de los Andes de Ecuador y en las Islas Galápagos.

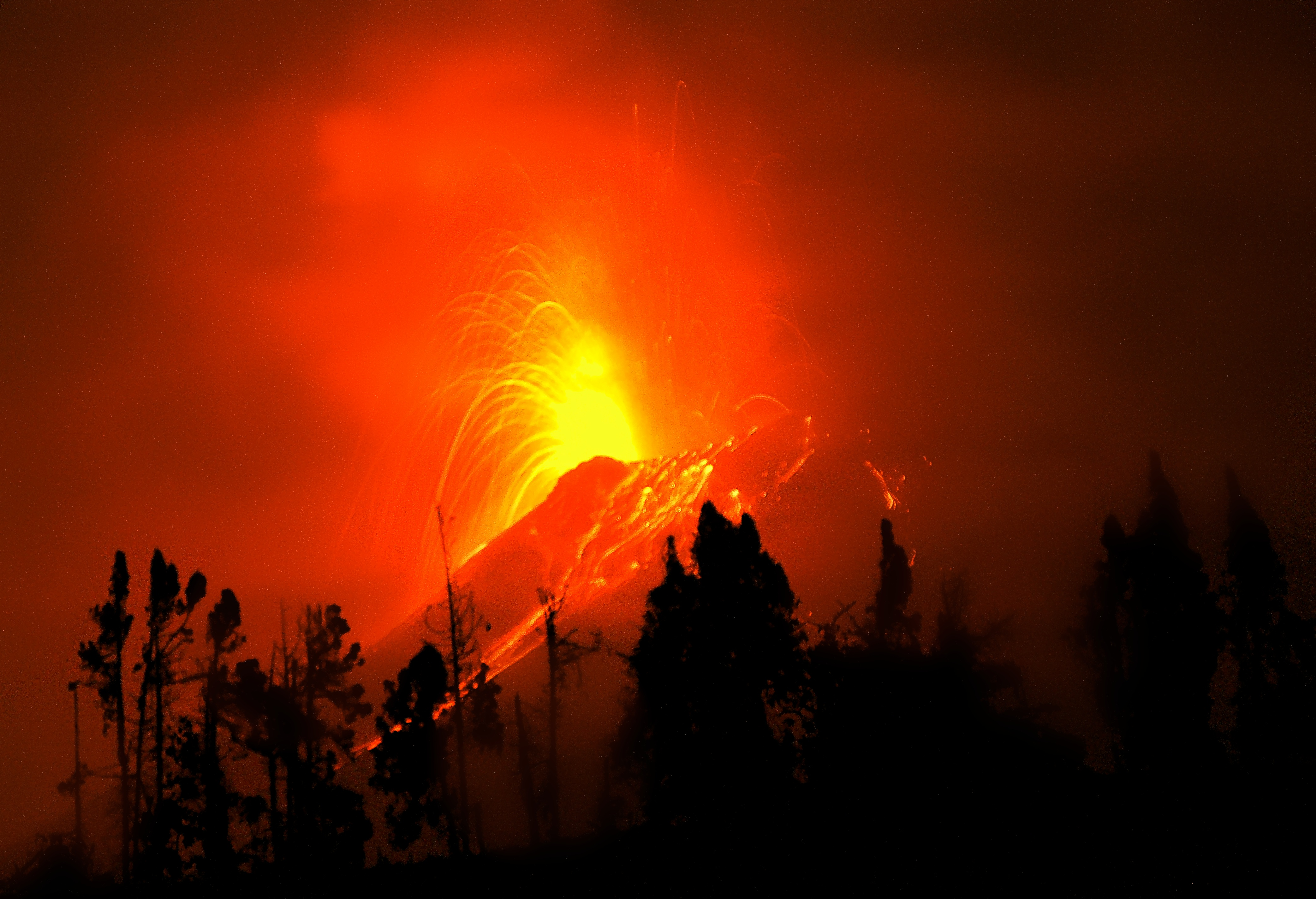
Volcán Tungurahua (erupción en 2011).

### Volcán Tungurahua (Erupción Volcánica Continua)
Volcán Tungurahua
Erupción volcánica continua desde hace muchos años El Instituto Ecuatoriano de Geofísica reportó un rápido aumento en actividad sísmica, un número de explosiones y una nube de cenizas que alcanzó los 2 km (1,2 millas) de altura.
Llegando la nube de ceniza a la ciudad de Guayaquil.
El 26 de abril de 2011 hubo otra erupción de proporciones considerables, lanzando una columna de ceniza que ascendió hasta los 12 km de altura.

### Islas Galápagos, Ecuador
El Instituto Geofísico de la Escuela Politécnica Nacional (IGEPN), casas de equipos internationales Sismología y Vulcanología monitorea en los países volcanes en las islas Galápagos.
El Volcán Cotopaxi ha experimentando una gran cantidad de nueva actividad a partir de 2015 y está bajo vigilancia constante por parte del Instituto Geofísica de la EPN.

#### Isla Wolf
El 25 de mayo de 2015, la Isla Wolf (Galápagos) tuvo una irrupción volcánica y fue monitoreado por Geofísica Instituto Escuela Politécnica Nacional. Las primeras fotos de la erupción volcánica en las islas Galápagos circularon el 25 de mayo de 2015, a través de las redes sociales. En las gráficas se ve lava desplazándose por las paredes del volcán Wolf, ubicado en la Isla Isabela. Esta irrupción volcánica fue la primera vez en 33 años. Después de casi 33 años de inactividad, el volcán Wolf, el más alto de las islas Galápagos y el hogar de la única población de iguanas rosadas en el mundo, entró en erupción la madrugada del lunes, informó el parque nacional Galápagos. En un informe que detalla la erupción, los investigadores del Instituto Geofísico de Ecuador EPN declararon que la columna de humo alcanzó una altitud de aproximadamente 15 km.

## Perú

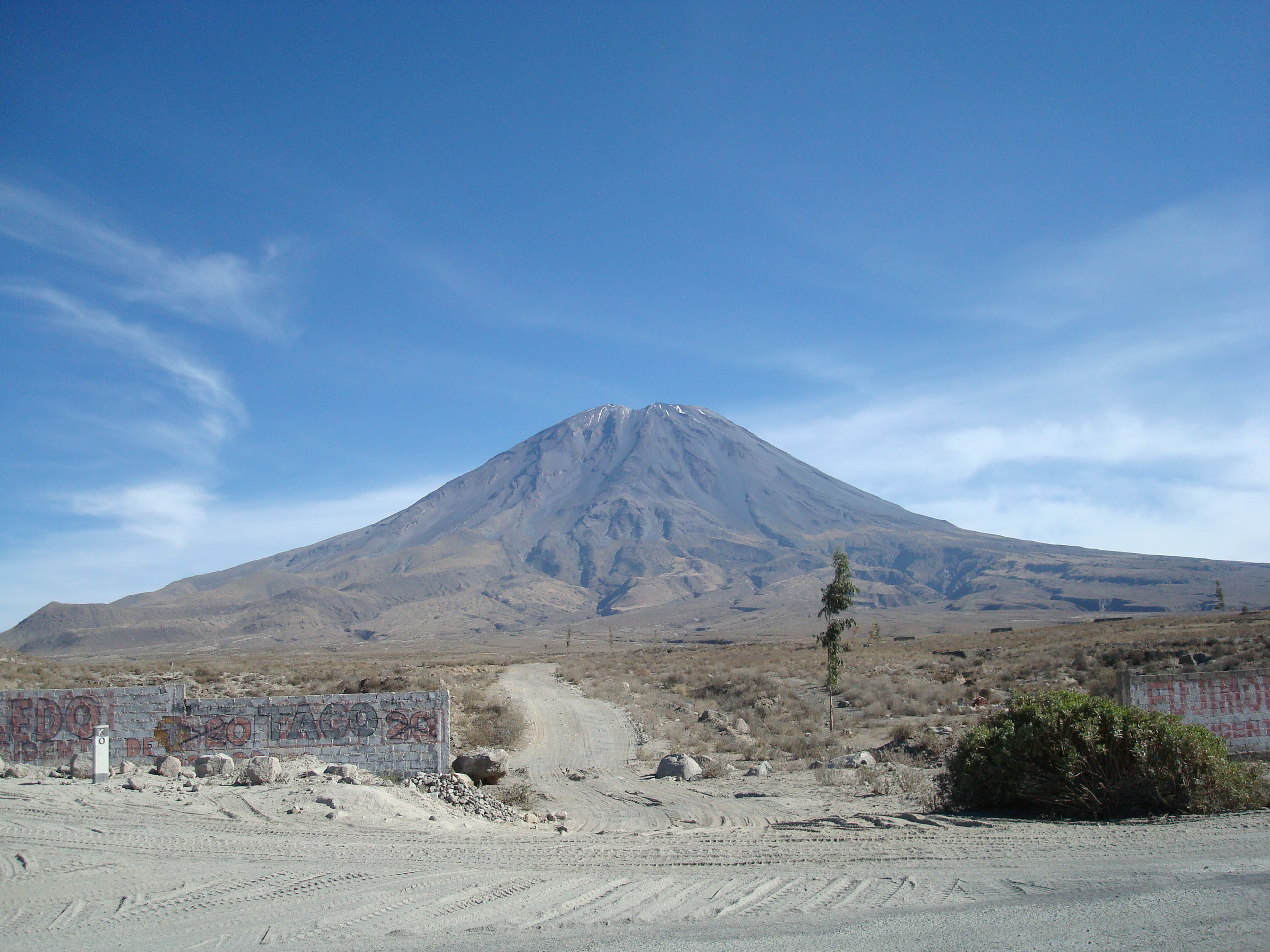
Vista del Misti, (Perú)

Los volcanes del Perú están relacionados con la subducción de las placas Sudamericana y de Nazca. Esta es una lista no exhaustiva de los volcanes extintos y activos del Perú. Los volcanes activos del Perú pertenecen a la Zona Volcánica Central (ZVC) de los Andes la cual es una parte del cinturón volcánico de los Andes.
Ubinas es un estratovolcán situado en el distrito de Ubinas, provincia de General Sánchez Cerro, departamento de Moquegua, al sur del Perú. Culmina a 5672 m s. n. m. y cubre una superficie de 45 km².

### Actividad volcánica reciente Ubinas

#### 2006

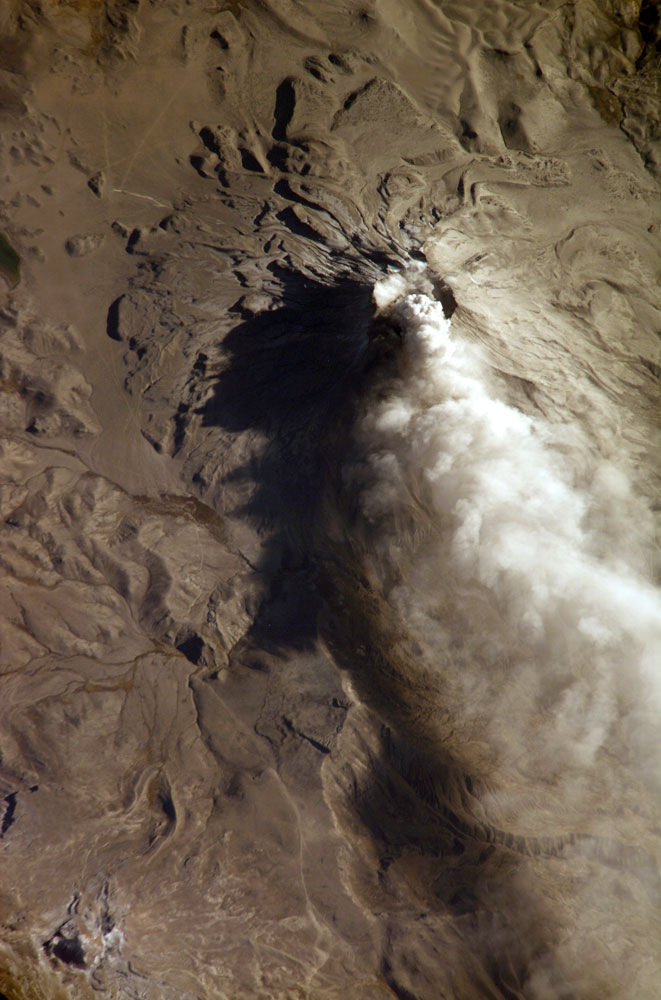
Nube de cenizas vistas desde la EEI. Actividad volcánica, Ubinas.

Desde el 27 de marzo de 2006, su actividad aumentó fuertemente (explosiones, eyección de piedras y de cenizas), con emisiones de gases tóxicos que provocaron pérdidas de cabezas de ganado (bovinos, llamas y alpacas) y necesidad medidas preventivas de evacuación de los habitantes de la localidad de Querapi (300 habitantes).
El 10 de mayo, mientras que la actividad se había ido por dos semanas, se produjeron nuevamente dos explosiones. La primera proyectó cenizas hasta 1200 m de altitud. La segunda proyectó piedras incandescentes hasta un kilómetro (contra 500 metros en el momento de las explosiones precedentes). Las localidades de Ubinas, Tonohaya, Sacohaya y Anascapa, donde se refugiaron los habitantes de Querapi, estuvieron dos días y una noche con lluvia de cenizas.
Entre el 31 de mayo y 3 de junio, las nuevas explosiones justificaron el paso a la alerta naranja. Fragmentos de lava incandescente fueron expulsados a 200 m, el penacho alcanzó 4 km de altura y las cenizas se dispersaron en las direcciones de este a sureste y hacia las localidades del distrito de Ubinas. La composición química de la fuente termal situada a 6 km al sudeste del volcán puso en evidencia una subida de gases magmáticos, por la alta concentración en iones carbonatados. Con estos indicadores, se procedió a la evacuación completa de las poblaciones y del ganado del distrito hacia las pampas de Candagua en el distrito de Matalaque a 50 km del volcán.
El 19 de julio se produjo una de las explosiones más fuertes censadas desde el 27 de marzo. La nube de cenizas alcanzó 800 m de altitud y el viento lo desplazó sobre el distrito de San Juan de Tarucani luego hasta la gran ciudad de Arequipa. Luego de esta explosión el volcán conoció un renadío de actividad (sucesión de explosiones, sismos importantes y de larga duración, emisiones más macizas de gas y crecimiento del área de dispersión de las cenizas), para permanecer sin actividad hasta 2014.

#### 2014
El 10 de abril de 2014, se registraron sismos continuos durante dos días hasta que los gases y la columna de humo se levantaban nuevamente, la actividad sísmica continuó ininterrumpidamente hasta el 2 de mayo, cuando se registró la explosión más fuerte (incluso que la del 2006) que arrojó rocas magmáticas de hasta 1.5 m de diámetro en un radio de 2 km a la redonda, se espera que la pluma de ceniza alcance los 8000 a 10 000 m de altitud, por lo que el distrito fue puesto en alerta naranja para la evacuación de al menos 10 poblados.
Según el Instituto Geofísico del Perú (IGP), 23 episodios de gran actividad tanto fumarólica y de emisiones de cenizas han sido registrados desde el siglo XVI, por lo que es considerado el volcán más activo del Perú.
El Huaynaputina (siendo wayna: ‘joven’, y putina: ‘volcán’, en quechua) es un estratovolcán de la cordillera de los Andes localizado en el departamento de Moquegua, al sur del Perú. Este volcán fue la fuente de la mayor explosión registrada en la historia de América del Sur, la cual aconteció el 19 de febrero de 1600. El volcán no tiene un perfil topográfico prominente, pero en su lugar tiene la forma de un gran cráter volcánico que se halla situado en una meseta con una altitud promedio de 4200 m s. n. m. Su punto más elevado alcanza una altitud de 4850 m s. n. m.
El 'Misti es un estratovolcán al sur del Perú, ubicado cerca de la ciudad de Arequipa. Está localizado a los pies del valle del Chili a 2400 m s. n. m. y se ha convertido en uno de los mayores símbolos de esta ciudad. Durante la época colonial la mayor parte de las casas fueron construidas con el sillar, piedra blanca formada con lava solidificada del volcán. La última vez que el Misti demostró algún tipo de actividad relevante, como por ejemplo grandes fumarolas, fue en 1870. Durante una expedición dirigida por los arqueólogos José Antonio Chávez y Johan Reinhard en 1998 se encontraron cerca de la cumbre seis esqueletos incaicos, que se presume, fueron sacrificios humanos. El Misti es un volcán activo con fumarolas visibles desde la ciudad de Arequipa. Pese a su aparente inactividad, está considerado como de gran peligro por los expertos. En caso de explosión la lava, gases y cenizas calientes correrían velozmente hacia la ciudad.
Con su cono casi perfecto, el Misti se eleva a 5822 m s. n. m., entre los volcanes Chachani (6075 m) y Pichu Pichu (5669 m).
Ubinas se encuentra en el suroeste de Perú. Las laderas superiores del volcán, están compuestas principalmente por los flujos de lava andesíticos del Pleistoceno que tienen una inclinación de cerca de 45 °. La caldera de la cumbre tiene paredes empinadas de 150 m de alto y un radio de a 1,4 km de ancho, contiene un cono de ceniza con unos 500 m de ancho, mientras que la chimenea de ventilación en forma de embudo se encuentra a 200 m de profundidad. Depósitos de escombros y avalanchas del colapso del flanco SE de Ubinas se extienden a 10 km del volcán.

## América Central

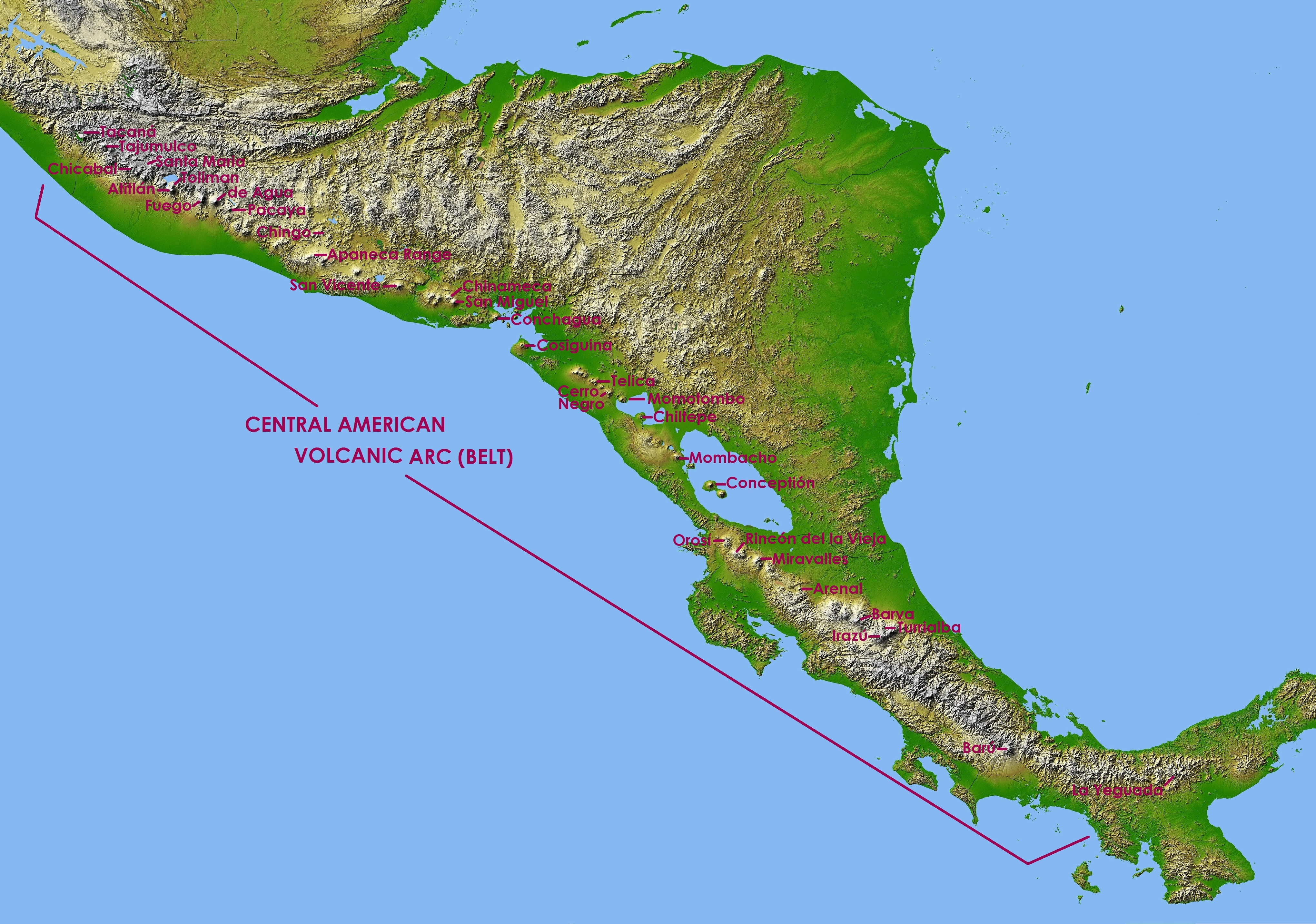
Mapa del Arco Volcánico Centroamericano con algunos de los principales volcanes

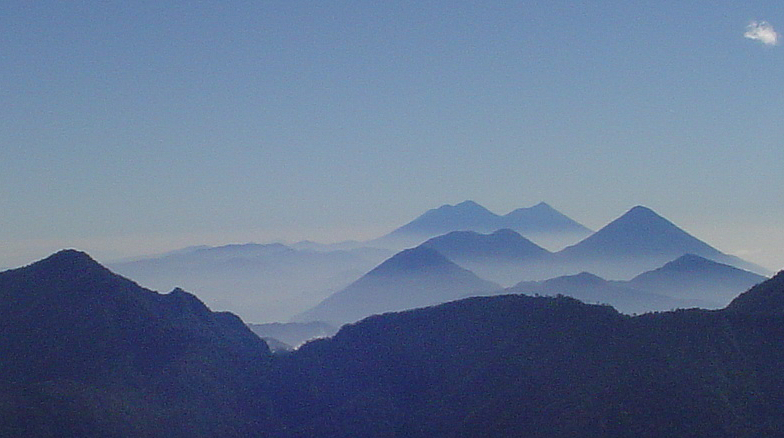
Frente volcánico de Guatemala

Representación gráfica de una zona de subducción

El Arco Volcánico Centroamericano es una cadena de volcanes que se extiende a lo largo de la costa del océano Pacífico del istmo centroamericano, desde México y Guatemala al norte, pasando por El Salvador, Honduras, Nicaragua, hasta la región fronteriza de Costa Rica y Panamá al sur. El arco volcánico, que tiene una extensión de 1500 km, se formó como resultado de una zona de subducción activa a lo largo del límite occidental de la placa del Caribe.
El Arco Volcánico Centroamericano forma parte del Cinturón de Fuego del Pacífico e incluye cientos de formaciones volcánicas, que van desde estratovolcanes mayores, a domos de lava y conos de ceniza. Algunos de estos han producido grandes erupciones explosivas, como la erupción VEI 6 del Santa María en 1902. Un número de volcanes sigue activo, incluyendo Rincón de la Vieja, Arenal, Turrialba, Irazú, Poás en Costa Rica; Cerro Negro, San Cristóbal, Telica, Masaya, Momotombo, Concepción en Nicaragua, San Salvador, San Miguel, Santa Ana, Izalco, en El Salvador, Santa María/Santiaguito, Pacaya, Fuego en Guatemala. Los volcanes más altos de América Central se encuentran en Guatemala, e incluyen el Tajumulco y Tacaná, ambos por encima de 4000 m.

### Costa Rica

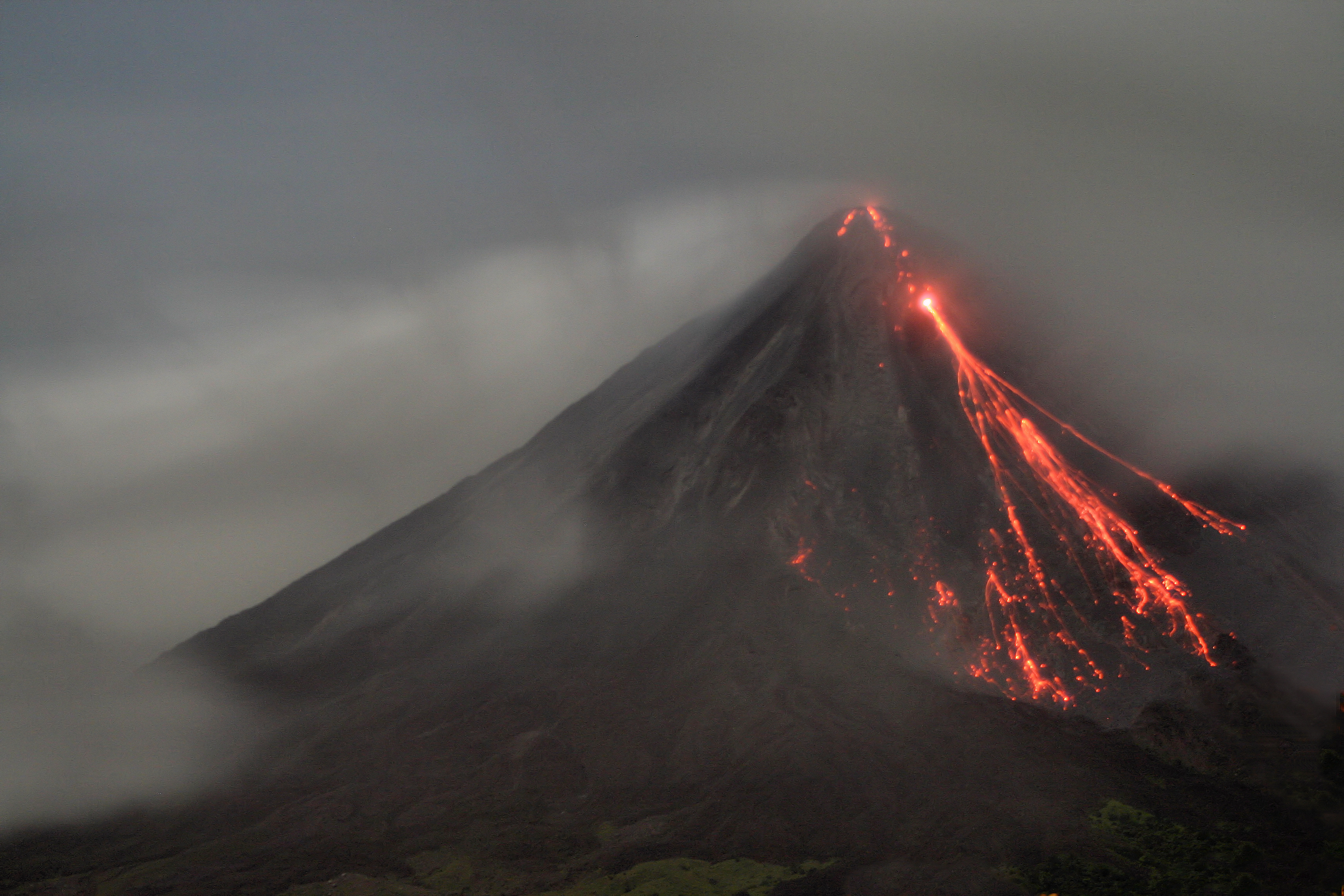
El volcán Arenal es el más activo de Costa Rica, Alajuela

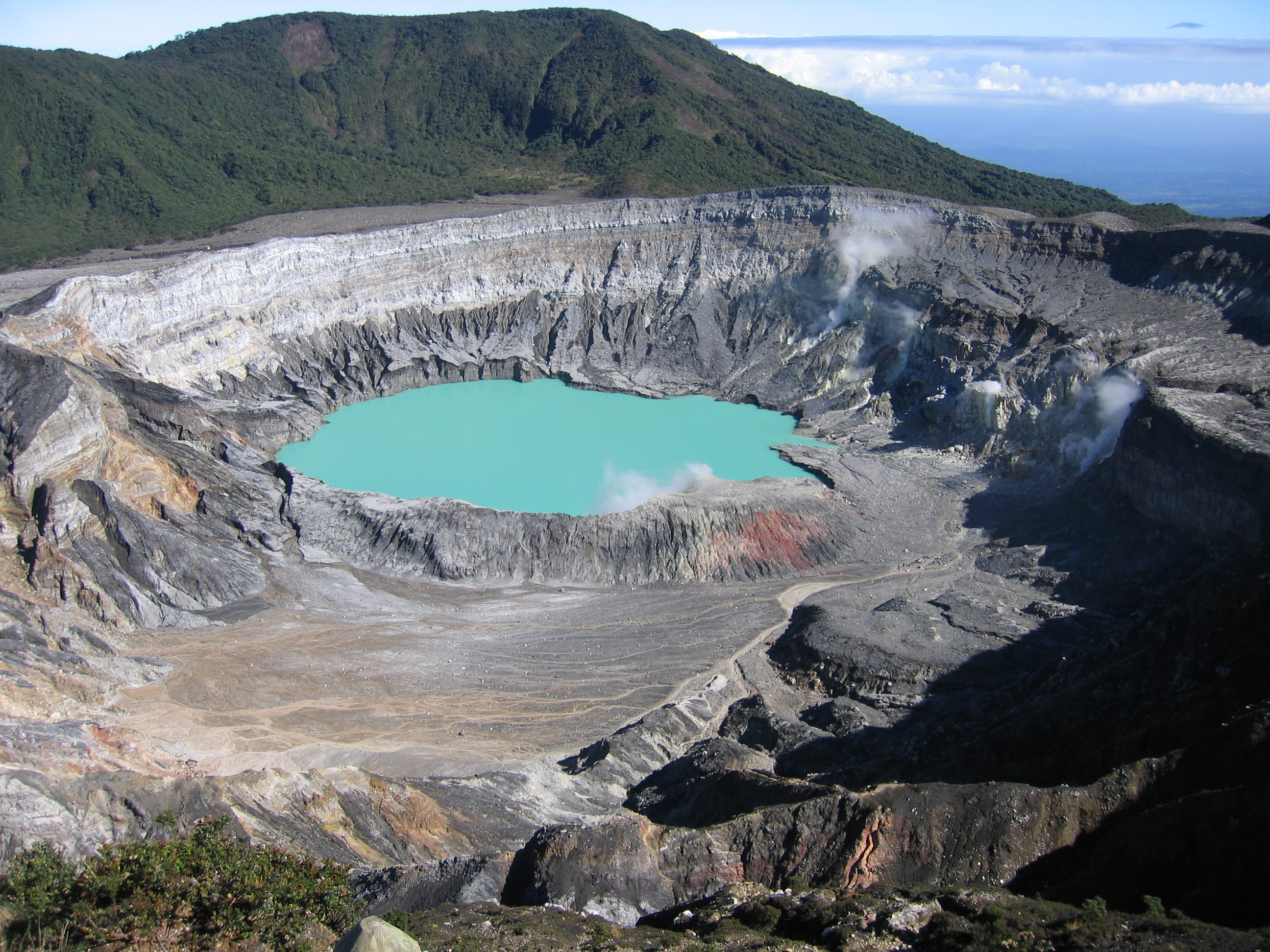
Cráter del Volcán Poás, Alajuela.

Cráter del Volcán Irazú, Cartago.

Los volcanes de Costa Rica están relacionados con el choque o subducción de las placas de Cocos y Caribe. Esta es una lista de volcanes activos y extintos en Costa Rica. En Costa Rica se presenta un gran vulcanismo debido a su ubicación en el cinturón de fuego del Pacífico, que es conocida por su estado sísmico.
El volcán Arenal de Costa Rica está situado en el distrito de La Fortuna, cantón de San Carlos, en la provincia de Alajuela. Tiene una altura de 1670 m s. n. m. El volcán se encuentra dentro del parque nacional Volcán Arenal. Inició su último período de actividad en el año 1968, el día 29 de julio a las 7:30. Desde esa fecha emite en forma constante gases y vapores de agua, con algunas explosiones con emisión de materiales piroclásticos y en ocasiones fuertes retumbos.
El volcán Turrialba es un cono volcánico de Costa Rica ubicado en el distrito de Santa Cruz, en el cantón de Turrialba, provincia de Cartago y última erupción el 19 de septiembre de 2016. Se sitúa en la Cordillera Volcánica Central, dando nombre al parque nacional que le envuelve, el parque nacional Volcán Turrialba. Con su cumbre situada a 3340 m de altitud es el segundo volcán más alto de Costa Rica, superado solo por el Volcán Irazú (3432 m). Su nombre es de origen indígena y deriva del de dos pueblos que existían en 1569, llamados Turrialba la grande y Turrialba la chica.
Para llegar al volcán Turrialba se viaja hasta el pueblo La Pastora en el distrito de Santa Cruz, que está aproximadamente a dos horas de San José. Desde ahí, se desvía hacia el poblado de La Central en dónde las condiciones del camino empeoran. La caminata (durante la cual se puede apreciar a lo lejos la cordillera de Talamanca) es de unos 7 km hasta la cima. Este trayecto puede tomar unas dos horas y media, pero dependiendo de la condición física de la persona, puede necesitar más o menos tiempo para completar el recorrido. El recorrido en automóvil es difícil, debido a la mala condición del camino es recomendable utilizar vehículos de doble tracción para subir a la cumbre.

### Guatemala
El Pacaya es un volcán activo ubicado en el municipio de San Vicente Pacaya en el departamento de Escuintla, el municipio de Amatitlán y el municipio de Villa Canales en el departamento de Guatemala y la última erupción fue en 2018.
El volcán Santa María es un gran volcán activo en la zona montañosa del oeste de Guatemala, cerca de la ciudad de Quetzaltenango. Su erupción en 1902 fue una de las tres más grandes erupciones del siglo XX y la tercera erupción más grande de ese año, después del monte Pelée en Martinica y La Soufrière en San Vicente. Fue también una de las cinco más grandes erupciones de los últimos 200 años (y probablemente 300). La erupción de 1902 disparó la mayor parte de la ladera de una montaña de 3772 m de altitud. Unos 5,5 km3 de material volcánico fueron expulsados durante la erupción de 19 días, y la columna de ceniza alcanzó una altura de hasta 28 km. La erupción devastó las zonas circundantes y en 1922, un nuevo respiradero volcánico se formó en el enorme cráter, y formó un nuevo volcán, llamado Santiaguito. Santiaguito ha estado en erupción siempre desde entonces y ahora forma un cono de unos pocos cientos de metros de alto, alcanzando una elevación de unos 2500 m. Hoy en día, es posible ascender hasta la cima del Santa María y mirar hacia abajo las erupciones activas en el Santiaguito, 1200 m debajo, una situación que puede ser única en el mundo. El volcán de Santa María se encuentra cercano a la Ciudad de Quetzaltenango y es el cuarto más alto de Guatemala. A veces, en la época fría (invierno (octubre-febrero)), se cubre de escarcha o nieve y puede verse desde la Ciudad de Quetzaltenango su cono blanco, aunque no es muy común, pero si ocasionalmente caen nevadas. La última nevada ocurrió el 25 de enero de 2013, pudiéndose apreciar desde la Costa Sur del país y el centro de la ciudad.
Volcán Santiaguito se encuentra en el departamento de Quetzaltenango, en el altiplano occidental de Guatemala a 2550 m s. n. m. Localizado a 11 km de la ciudad de Quetzaltenango, es visitado por muchos turistas y montañistas locales que se ven atraídos por la aventura que representa observar sus explosiones y admirar un paisaje hostil, en comparación con el resto de volcanes de Guatemala. Entre las peculiaridades del este volcán figura su ubicación, adherido a las faldas del volcán Santa María. También se distingue por su nacimiento a principios del siglo XX, provocado por una erupción en el ya mencionado volcán Santa María.

### Panamá
El volcán Barú es la elevación más alta de Panamá y es el volcán más alto del sur de América Central, con una altura de 3475 m s. n. m. Lo comparten cuatro distritos: Boquerón, Boquete, Bugaba y Tierras Altas.
El Valle de Antón es una población situada a 600 m sobre el nivel del mar, en la provincia de Coclé. Esta población se encuentra en un volcán extinto. El complejo del domo de lava comprende los picos de Cerro Pajita, Cerro Gaital y Cerro Caracoral.
El volcán La Yeguada (también conocido como Chitra-Calobre) es un complejo volcánico masivo localizado en la provincia de Veraguas, en Panamá, justo al norte de la península de Azuero.

## México
El Popocatépetl (del náhuatl: Popocatépetl ‘el cerro que humea’‘popoca, humear; tepetl, cerro’) es un volcán activo localizado en el centro de México, en los límites territoriales de los estados de Morelos, Puebla y el estado de México. Se localiza unos 72 km al sureste de la Ciudad de México, a 43 km de Puebla, a 63 km de Cuernavaca y a 53 km de Tlaxcala. Tiene una forma cónica simétrica, está unido por la parte norte con el Iztaccíhuatl mediante un paso montañoso conocido como Paso de Cortés. El volcán tiene glaciares perennes cerca de la boca del cono, en la punta de la montaña. Es el segundo volcán más alto de México, con una altitud máxima de 5400 m sobre el nivel del mar, solo después del Citlaltépetl, de 5636 m s. n. m.

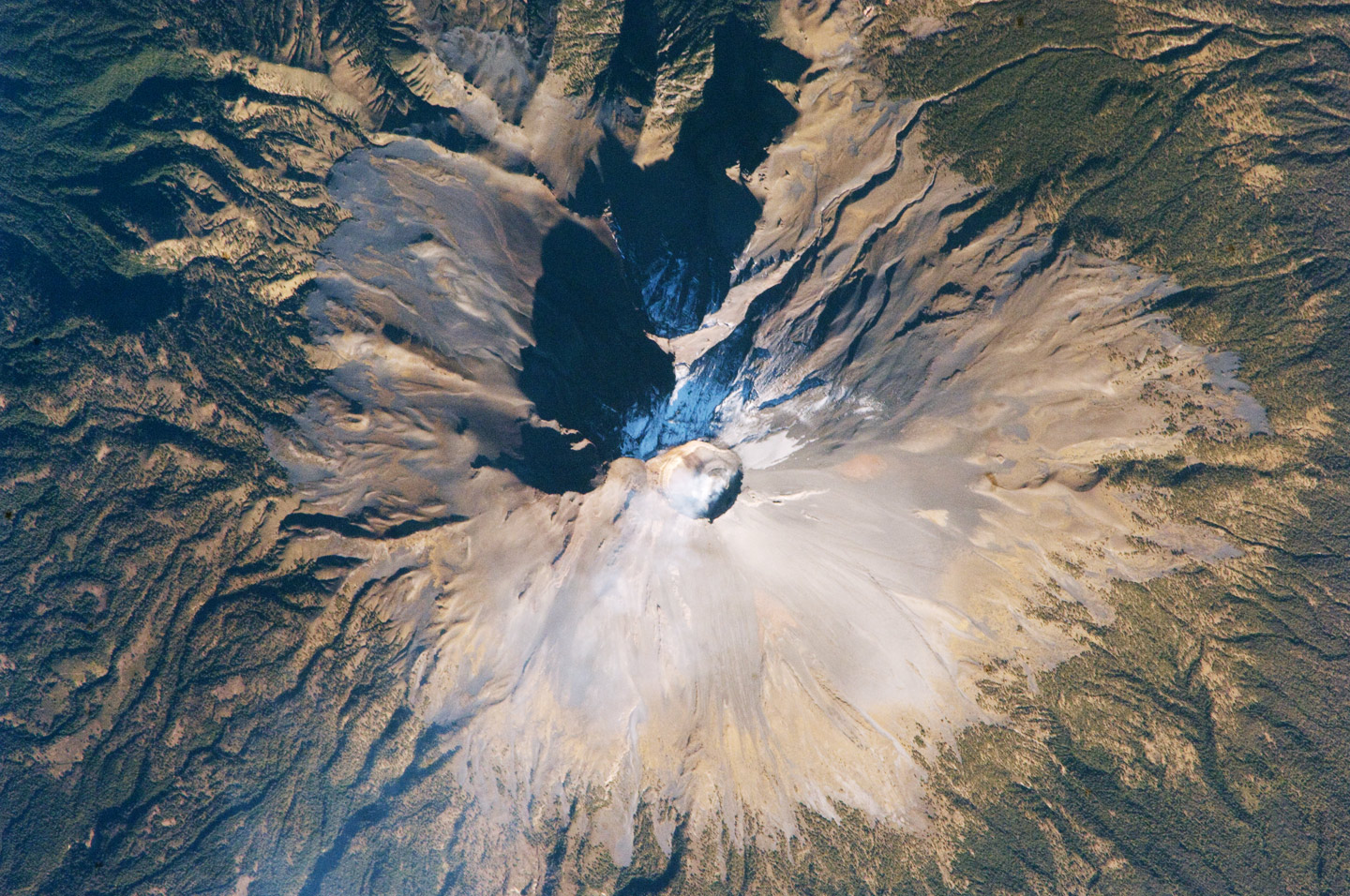
Vista satelital del volcán Popocatépetl, en México

El Popocatépetl es un estratovolcán, y los estudios paleomagnéticos que se han hecho de él indican que tiene una edad aproximada de 730 000 años. Su altura es de 5500 m s. n. m., es de forma cónica, tiene un diámetro de 25 km en su base, la cima es el corte elíptico de un cono y tiene una orientación noreste-suroeste. La distancia entre las paredes de su cráter varía entre los 660 y los 840 m.
El Popocatépetl ha estado desde siempre en actividad, a pesar de haber estado en reposo durante buena parte de la segunda mitad del siglo XX. En 1991 se inició un incremento en su actividad y a partir de 1993 las fumarolas eran ya claramente visibles desde distancias de alrededor de 50 km.

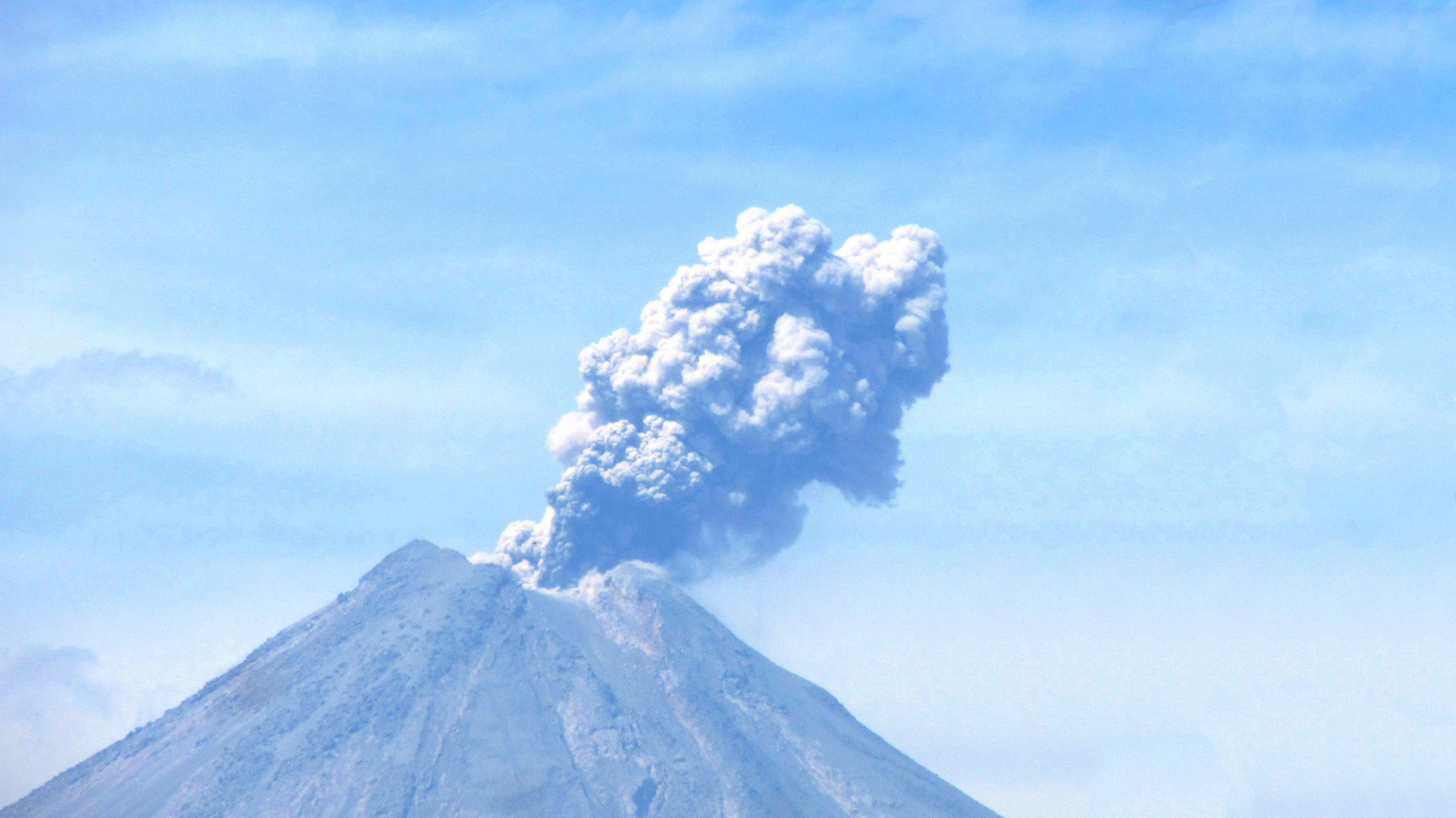
El volcán de Colima, el más activo de México.

Además, existe una gran cantidad de registros desde la Antigüedad sobre los periodos de actividad del volcán, e incluso está registrada una erupción en 1927, que fue artificialmente provocada por la dinamitación del cráter para extraer azufre del mismo. La última erupción violenta del volcán se registró del 18 al 19 de diciembre de 2000. El 25 de diciembre de 2005 se produjo en el cráter del volcán una nueva explosión, que provocó una columna de humo y cenizas de tres kilómetros de altura y la expulsión de lava.
En vista de que la lava puede salir por cualquier fisura que se produzca en sus laderas y no solo por su cráter, es difícil conocer por adelantado cuáles serían las zonas afectadas en caso de erupción. Lo más que se puede decir es que, si la lava saliera del lado norte o noreste, o este y sureste, el estado de Puebla se vería afectado.[cita requerida] Si saliera del lado sur se vería afectado el estado de México y posiblemente el estado de Morelos, y si saliera del lado oeste y suroeste se vería afectada la región en donde se encuentra la población de Amecameca. El área de la superficie afectada dependerá de la viscosidad de la lava. Como última posibilidad teórica, si se llenara el cráter con lava (hecho poco probable), esta se desparramaría por el lado noreste, dirección en que se encuentra el borde más bajo del mismo.[cita requerida]

## Estados Unidos
El monte Santa Helena es un estratovolcán activo ubicado en el condado de Skamania, en el estado de Washington, en la región del Pacífico Noroccidental.
Es famoso por la erupción de 1980, la cual produjo un gran hongo, y su derrumbe de su estructura lateral, la cual produjo muchas muertes, heridos y perdidas millonarias.

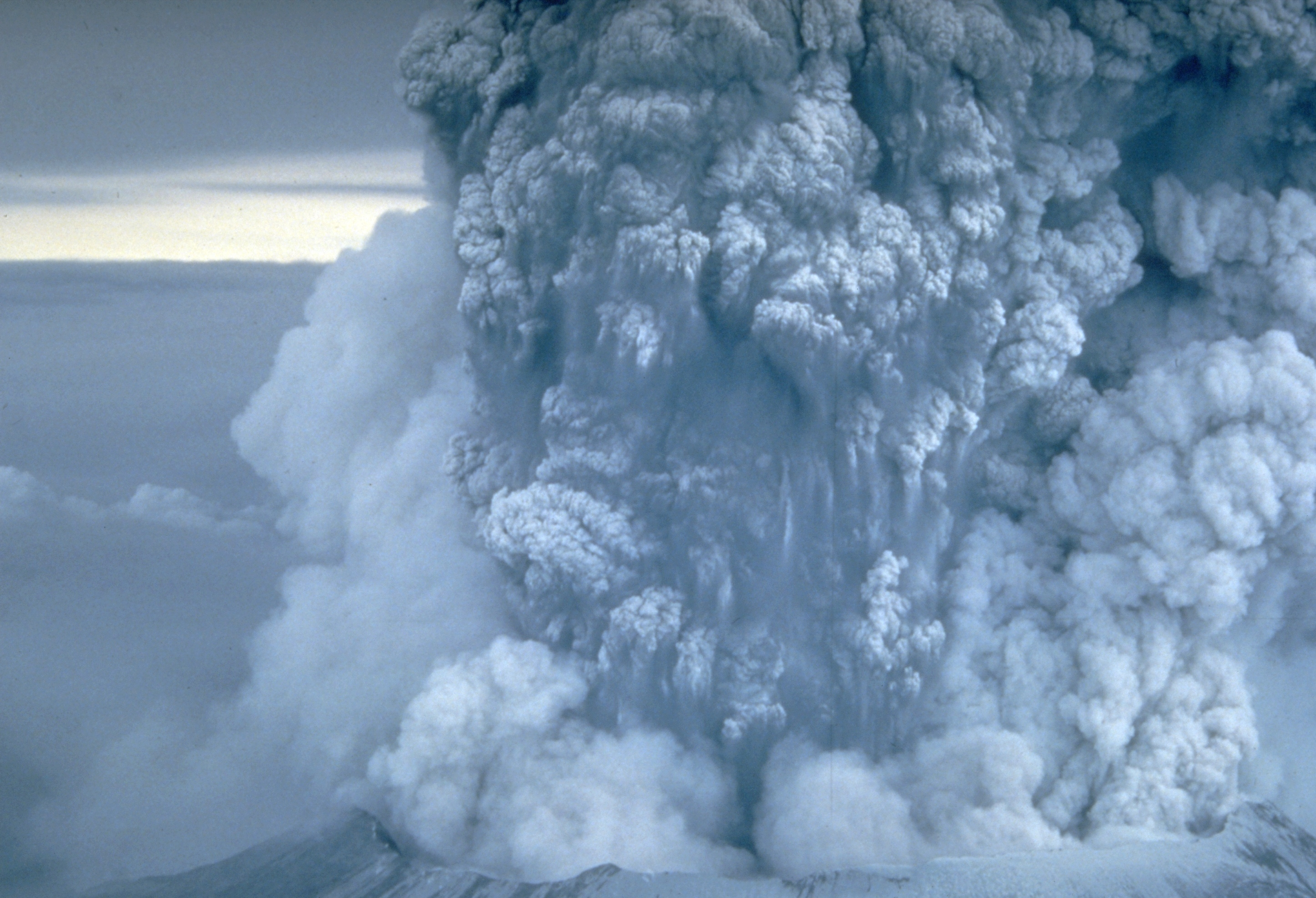
Imagen donde se puede apreciar la zona proximal de la columna de ceniza lanzada durante una erupción del volcán.

El Monte Shasta (en inglés: Mount Shasta), es un volcán activo de Estados Unidos situado en el límite meridional de las montañas Cascade, en el condado de Siskiyou, perteneciente al estado de California
El monte Rainier (en inglés: Mount Rainier) es un estratovolcán localizado en el condado de Pierce, 87 km al sureste de la ciudad de Seattle, Washington, es el volcán más alto del país y por su actividad, uno de los más peligrosos del país.
El Monte McLoughlin es un empinado estratovolcán ubicado en la Cordillera de las Cascadas, al sur de Oregón, Estados Unidos. Es una de las cumbres volcánicas dentro del arco volcánico de las Cascadas al oeste de Norteamérica.
La caldera de Yellowstone, también conocida como supervolcán de Yellowstone, es una caldera volcánica ubicada en el parque nacional de Yellowstone.
Mide 55 por 75 km y se le considera activo, por lo que una erupción de este volcán tendría consecuencias al país y al mundo por lo que se le considera un volcán peligroso a nivel mundial.

## Alaska

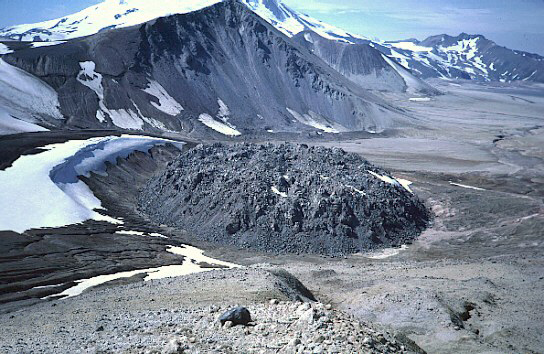
Volcán Novarupta

Novarupta es un nuevo volcán que se formó en 1912, y que está situado en la península de Alaska en el parque nacional y Reserva Katmai, aproximadamente a 470 km al suroeste de Anchorage. La erupción del Novarupta de 1912 fue la erupción volcánica más grande del siglo XX, solo igualada por la erupción del Pinatubo en 1991.
El monte Shishaldin es un estratovolcán activo en un área remota de isla Unimak, en Alaska, y que con 2857 m de altitud, es el punto más alto de las islas Aleutianas, pero no en la cordillera Aleutiana (que es el monte Redoubt).
El monte Redoubt o volcán Redoubt (en: Mount Redoubt) es un estratovolcán activo y la cima más alta de la cordillera Aleutiana, localizado en la península de Alaska.

## Rusia

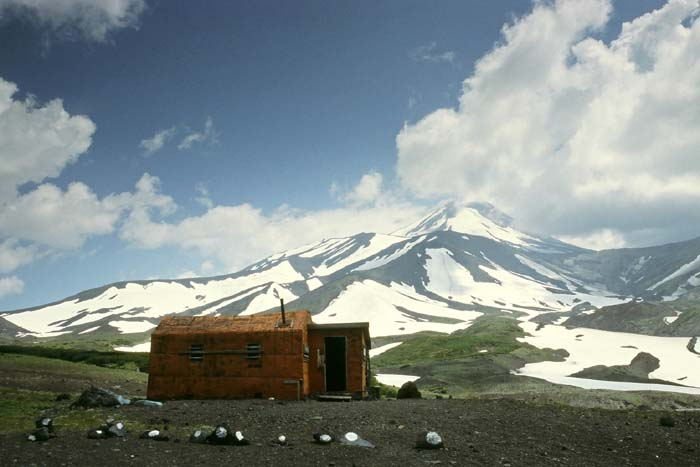
Volcán Avachinsky

El Aváchinski, también llamado Avacha, Aváchinskaia sopka, Awatscha, Awatschinskij, Gorélaia sopka, Monastyr, Saria o también Suachu, en ruso Авáчинская сóпка, es un volcán de Rusia situado en el sur de la península de Kamchatka, en el krai homónimo.
El Koryaksky, también llamado Koriaka, Koriaksky, Koriatzkaia, Korjaka, Korjazkij, Koryaka, Koryakskaya sopka, Streloshnaia sopka o también Streloschnaja.

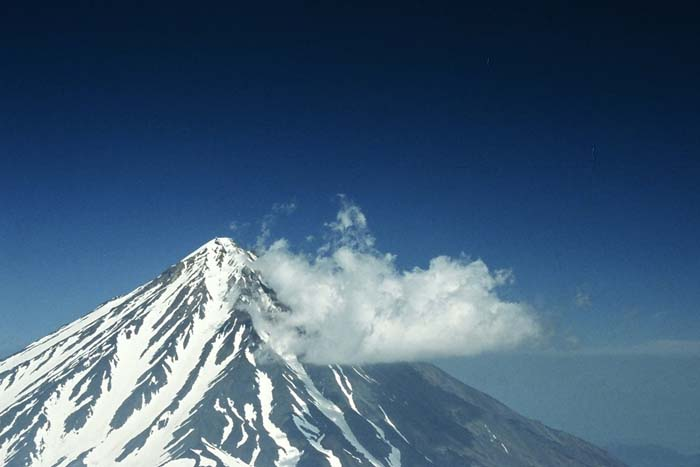
El Koryaksky visto desde la cumbre del Avachinsky situado al sureste

El Koryaksky se encuentra en Rusia, en el sur del krai y de la península de Kamchatka, rodeado por el volcán Avachinsky al sureste y por la ciudad de Petropávlovsk-Kamchatski al sur. El Koryaksky tiene 3456 metros de altitud lo que hace de él la cumbre más elevada del grupo volcánico de Avachinskaya. Tiene la forma de un cono de pendientes regulares pero cortadas por la erosión, formando algunos pequeños valles abruptos, sobre todo en la parte meridional. La montaña es un estratovolcán que forma parte del cinturón de fuego del Pacífico y debido a sus erupciones explosivas se le incluye en la categoría de los volcanes grises. Sus erupciones producen cúpulas de lava, penachos volcánicos, nubes ardientes, pequeñas corrientes de lava y lahars.

### Historia
Solamente se han producido tres erupciones en el Koryaksy desde 1890. La última, la más potente de las tres, con un índice de explosividad volcánica de 3, se produjo desde diciembre de 1956 a junio de 1957, en la cumbre y en la ladera este superior. Las explosiones generaron nubes ardientes y lahars que no produjeron daños, ni víctimas. Excepto estas tres erupciones recientes, también se produjeron otras en 1550 a. C., 1950 a. C. y 5050 a. C., pero ninguna tuvo carácter de cataclismo, hasta el punto de modificar profundamente la topografía del volcán, por ejemplo. Ninguna erupción implicó grandes daños materiales o víctimas humanas pero la proximidad de los volcanes Avachinsky y Koryaksky con la ciudad de Petropávlovsk-Kamchatski, la mayor ciudad y capital del krai de Kamtchatka, y la naturaleza de sus erupciones explosivas decidió a los vulcanólogos a incluirlos ambos en la lista de los volcanes de la Década.

### Geografía
El Aváchinski se encuentra en Rusia, en el sur del krai y península de Kamchatka, rodeado por el océano Pacífico al sureste, por el volcán Koryaksky al noroeste y por la ciudad de Petropávlovsk-Kamchatski al suroeste.

## Japón

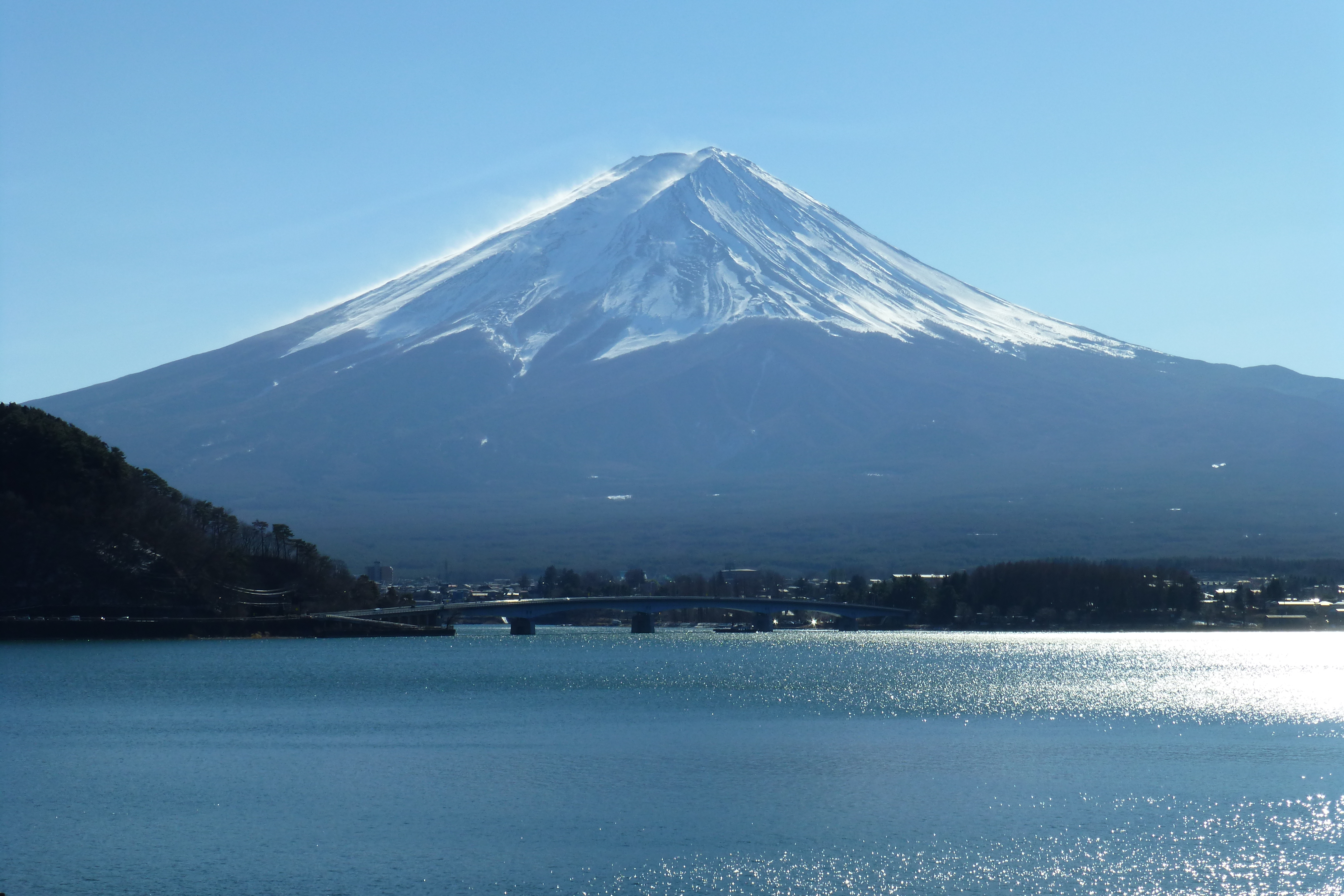
El Fuji durante la puesta de sol visto desde Kawaguchiko

El Monte Fuji es un atractivo cono volcánico y es un tema recurrente en el arte japonés. El trabajo con mayor renombre es la obra maestra 36 vistas del monte Fuji del pintor ukiyo-e Katsushika Hokusai. También aparece en la literatura japonesa y es el tema de muchos poemas.
Se clasifica al monte Fuji como un volcán activo, pero con poco riesgo de erupción. La última erupción registrada data de 1707 durante el periodo Edo. Entonces, se formó un nuevo cráter, así como un segundo pico (llamado Hoeizan por el nombre de la era).
Después del surgimiento de los samuráis en el Japón feudal (siglos XII a XVI), se empezaron a emplear los caracteres kanji actuales para "Fuji". Fu (富) significa riqueza, mientras que ji (士) es "samurái". Finalmente, san (山) significa montaña, por lo que el nombre completo es Fujisan. Aunque popularmente en países de habla castellana se le conoce como "Fujiyama", este nombre es incorrecto, debido a que la lectura del kanji 山 como "yama" (y no como "san") es incorrecta cuando este forma otra palabra junto a otro kanji (pronunciación onyomi).
Los japoneses suelen recordar la altura de esta montaña (3776 m) como "MINANARO": "MI" por "3" (三), "NANA" por "7" (七), "RO" por "6" (六) (véase: numeración japonesa), y se enseña a entender como tomar como ejemplo al monte Fuji, y ser tan alto como Él (en lo espiritual).

## Filipinas

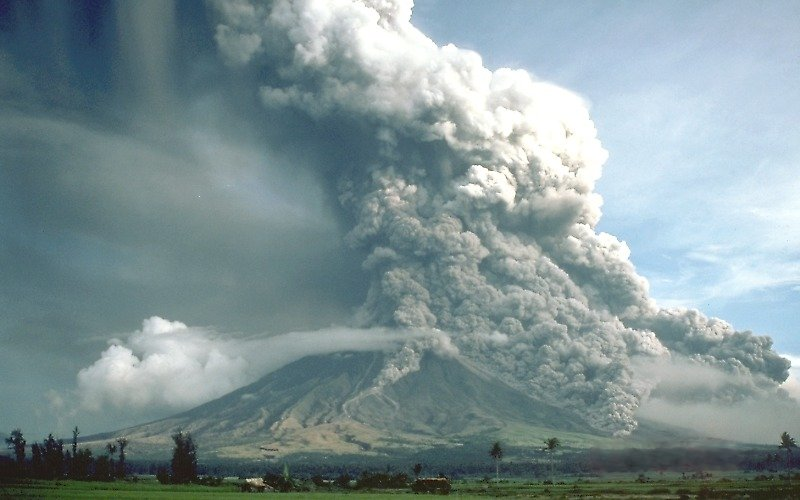
El volcán Mayón durante la erupción de 1984

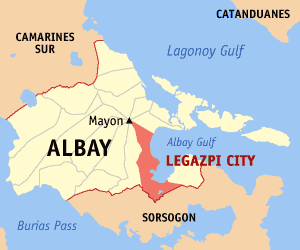
Situación del volcán

En este volcán en la se han producido más de treinta erupciones mayores que causaron pérdidas humanas y económicas. La más destructiva ocurrió el 1 de febrero de 1814, cuando la lava enterró la ciudad de Cagsawa. Murieron unas 1200 personas, y solo permaneció en pie el campanario de la iglesia del pueblo. Otra erupción digna de mención es la ocurrida en febrero de 1993, en la que murieron 77 personas y destaca por la enorme nube de cenizas que originó.

## Indonesia

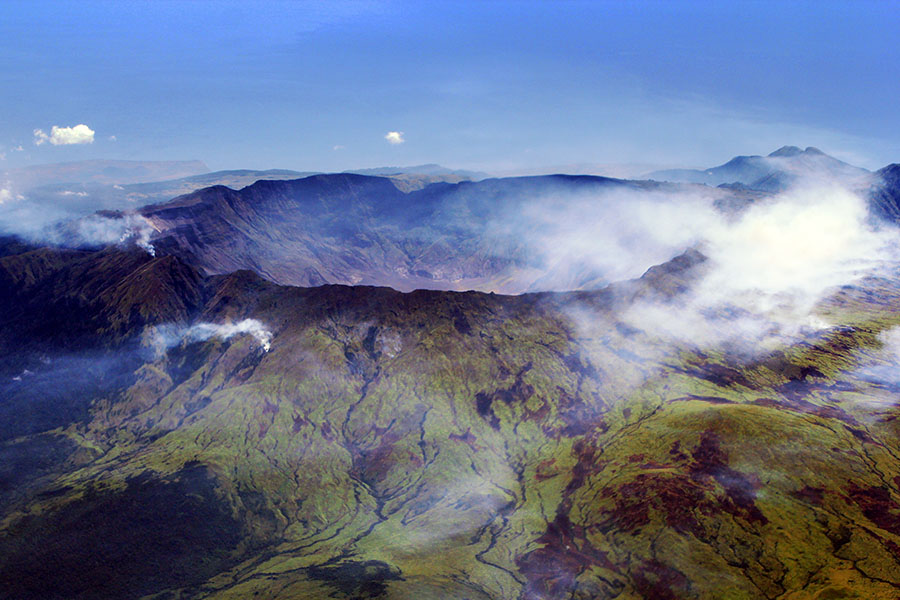
El Tambora (o Tamboro) es un estratovolcán activo con una altitud de ubicado en la isla de Sumbawa, Indonesia.

El Tambora (o Tamboro) es un estratovolcán activo con una altitud de 2850 m s. n. m. ubicado en la isla de Sumbawa, Indonesia. Sumbawa está flanqueada al norte y al sur por la corteza oceánica, y el Tambora se formó por una zona de subducción activa debajo de la isla. Este proceso elevó el Tambora hasta 4300 m s. n. m., convirtiéndolo en uno de los picos más altos del archipiélago indonesio del siglo XVIII. Cuando una gran cámara magmática dentro de la montaña se llenó a lo largo de varias décadas, la actividad volcánica alcanzó un clímax histórico con la erupción del 10 de abril de 1815. Esta erupción tuvo un índice de explosividad volcánica IEV–7, y es la única erupción de ese tamaño que fue inequívocamente confirmada desde la erupción del Taupo de alrededor de 180 d. C.
Con un volumen de eyección estimado en 160 km³, la erupción del Tambora de 1815 fue la mayor erupción volcánica de la historia registrada. La explosión se escuchó hasta en la isla de Sumatra, a una distancia de más de 2000 km. Pesadas caídas de ceniza volcánica se observaron tan lejos como Borneo, Célebes, Java y las islas Molucas. La erupción causó la muerte de por lo menos 71 000 personas, de los cuales 11 000-12 000 fallecieron por los efectos directos de la erupción; la mayoría de las muertes fueron causadas por enfermedades y hambre, ya que como consecuencia de la erupción se arruinó la producción agrícola en la región. Se cree que la cifra frecuentemente citada de 92 000 fallecidos es probablemente sobrestimada.
La erupción provocó anomalías climáticas globales, incluso un fenómeno conocido como «invierno volcánico»: 1816 se conoció como el «año sin verano» debido a los efectos de la erupción sobre el clima de Europa y América del Norte. Se perdieron cosechas y el ganado murió en gran parte del hemisferio norte, lo que condujo a la peor hambruna del siglo XIX.
Durante excavaciones en 2004, un equipo de arqueólogos descubrió los restos de los antiguos asentamientos de Tambora, sepultados por la erupción de 1815. Se mantuvieron intactos debajo de los depósitos piroclásticos con una profundidad de tres metros. En el lugar, conocido como «Pompeya del Este», los artefactos se conservaron en las posiciones que habían ocupado en 1815.
Véase también: Cinturón alpino.

## Nueva Zelanda

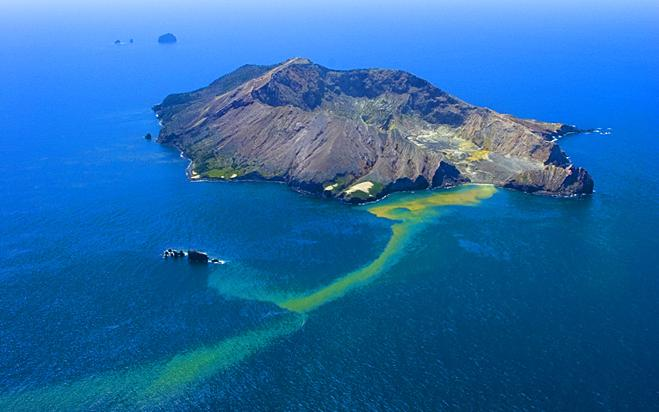
Isla White

La Isla Whakaari/White o la isla White (en inglés, White Island) es un estratovolcán activo de andesita, situado a 48 km (30 millas) de la costa este de la isla Norte de Nueva Zelanda, específicamente en la bahía de Plenty. Las ciudades más cercanas a la parte continental son Whakatane y Tauranga.
La isla es casi circular, de unos 2 km (1,2 millas) de diámetro, y se eleva a una altitud de 321 m (1053 pies) sobre el nivel del mar. Sin embargo, esto es solo el pico de una montaña submarina mucho más grande, que se eleva a 1600 m (5249 pies) sobre el fondo marino cercano.
La zona volcánica de Taupo es un área con gran actividad volcánica en la isla Norte de Nueva Zelanda. El área tiene la forma de un V y se propaga de este a oeste con una velocidad de aproximadamente 8 mm por año. Lleva el nombre del lago Taupo, la caldera inundada del mayor volcán de la zona. El monte Ngauruhoe es un estratovolcán activo en la isla Norte de Nueva Zelanda, formado por capas de lava y piroclasto. Es el de más reciente creación en el complejo volcánico Tongariro, en la meseta central de la isla norte, hizo la primera erupción hace alrededor de 2500 años. Aunque visto por la mayoría como un volcán en sí mismo, es técnicamente un cono secundario del monte Tongariro.
La isla de Puketutu (en inglés: Puketutu Island) es una isla volcánica en el puerto de Manukau (Nueva Zelanda), que es parte del campo volcánico de Auckland. Los colonos europeos llamaron a la isla Weekes, pero finalmente se cambió de nuevo a favor del nombre histórico en la lengua maorí.
Ruapehu es uno de los volcanes más activos de Nueva Zelanda (y el mayor en activo), en la zona volcánica de Taupo de la isla Norte. Es, además, la montaña más elevada de dicha isla, alcanzando su pico principal (llamado Tahurangi) una altitud de 2797 m, con los dos picos secundarios de Te Heuheu (2755 m) y Paretetaitonga (2751 m). Está a 23 km al noreste de Ohakune y 40 al sudoeste de la costa sur del Taupo, dentro del parque nacional de Tongariro.
Tarawera es un volcán activo al sureste de Rotorua en isla Norte (Te-Ika-a-Maui en idioma maorí) en Nueva Zelanda. Consiste en una serie de domos de lava riolítica que se formaron a partir de una erupción explosiva basáltica en 1886.
Tongariro es un volcán activo en Nueva Zelanda. Está situado en la zona volcánica de Taupo de la isla Norte, 20 km al sudoeste del lago Taupo y dentro del parque nacional de Tongariro, siendo el más norteño de los tres volcanes que dominan el centro del parque (los otros dos son los montes Ruapehu y Ngauruhoe).
El volcán Taupo es un gran volcán riolítico en el centro de la isla Norte de Nueva Zelanda. Forma parte de la Zona volcánica de Taupo, una región con alta actividad volcánica que se extiende desde Ruapehu en el sur, a través de los distritos de Taupo y Rotorua, hasta la isla Whakaari, en el Bay of Plenty. El lago Taupo forma la caldera de este enorme volcán. El Taupo produjo dos de las erupciones más violentas del mundo en tiempos geológicos recientes.

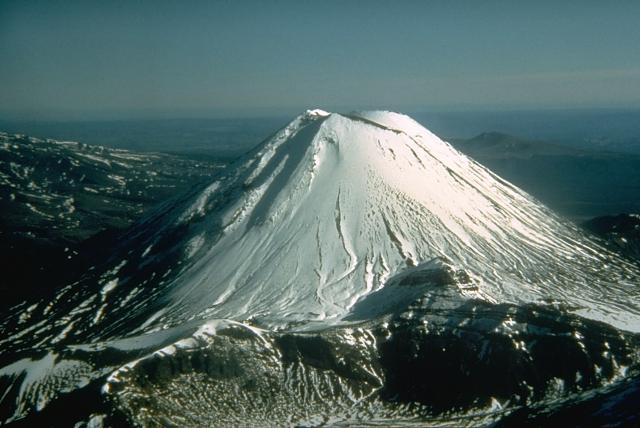
El Ngauruhoe

## Antártida

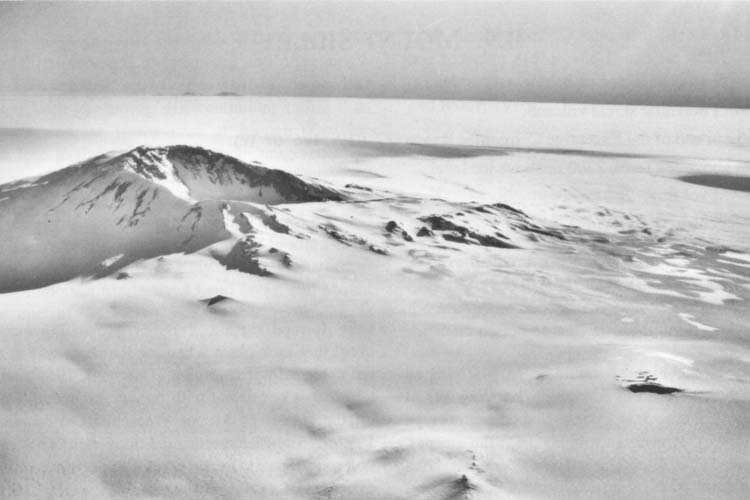
Vista aérea de la caldera del monte Sidley en la Antártida

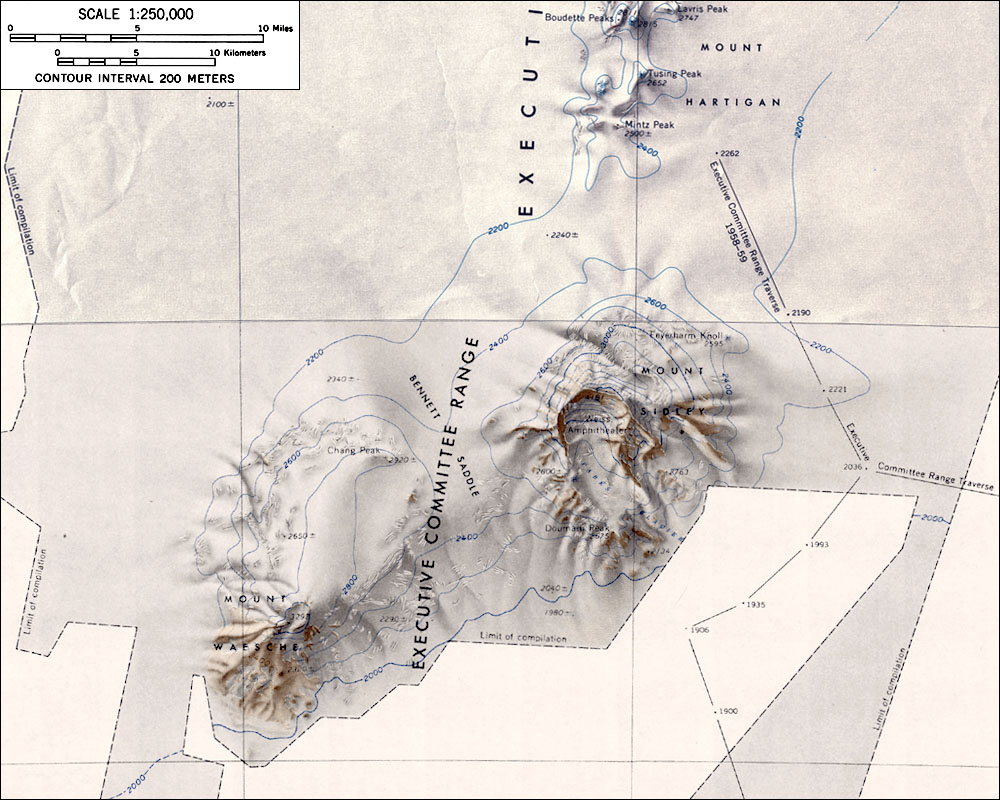
Mapa topográfico de los montes Sidley y Waesche (1:250,000 escala)

El monte Sidley es el volcán más alto de la Antártida, es miembro de las siete cumbres volcánicas, su cumbre se encuentra a una elevación de 4181-4285 m.
Es un volcán en escudo macizo, casi todo cubierto de nieve, es la montaña más alta y más impresionante de los cinco volcanes que forman la cordillera Comité Ejecutivo en la tierra de Marie Byrd. La montaña se destaca por su espectacular caldera de 5 km de ancho sobre el flanco sur y se encuentra al noreste del Monte Waesche en el sector sur de la cordillera. El primer ascenso del que existan registros al monte Sidley lo realizó Bill Atkinson de Nueva Zelandia el 11 de enero de 1990, mientras trabajaba como apoyo a un grupo científico de campo del USAP.

## Accidentes geográficos en el cinturón de fuego

### Arcos volcánicos
| - Zona volcánica de Taupo - Arco volcánico de las Nuevas Hébridas - Arco volcánico de Bismarck - Arco de Sonda - Arco de Izu-Bonin-Mariana - Arco volcánico de las Marianas - Arco volcánico de Bonin - Islas Izu - Arco volcánico de Luzón - Taiwán - Arco volcánico de Ryūkyū - Arco Nipón - Islas Kuriles | - Arco de Kamchatka - Arco volcánico aleutiano - Arco volcánico de las Cascadas - Eje Neovolcánico de México - Arco volcánico centroamericano - Cinturón volcánico de los Andes - Zona volcánica del norte - Zona volcánica central - Zona volcánica del sur - Zona volcánica austral - Arco del Scotia - Islas Sandwich del Sur |

### Cordilleras, penínsulas e islas
| - Islas Kermadec - Tonga - Fiyi - Bougainville e Islas Salomón - Nuevas Hébridas - Archipiélago Bismarck - Tanimbar e Islas Kai - Islas menores de la Sonda - Andamán e Islas Nicobar - Islas Marianas - Islas Bonin - Islas Izu - Islas Filipinas - Taiwán - Islas Ryūkyū - Japón - Islas Kuriles | - Península de Kamchatka - Islas Aleutianas - Cordillera Aleutiana - Cordillera Americana - Península de California - Sierra Madre Occidental - Sierra Madre del Sur - Istmo Centroamericano - Andes - Islas Sandwich del Sur - Antartandes - Península Antártica - Tierra de Victoria |

### Fosas marinas
- Fosa de Puysegur
- Fosa de Bougainville
- Fosa de Java
- Fosa de las Marianas
- Fosa de Filipinas
- Fosa de Japón
- Fosa de las Aleutianas
- Fosa Mesoamericana
- Fosa Peruanochilena
- Fosa de las Sandwich del Sur